# Placa azul

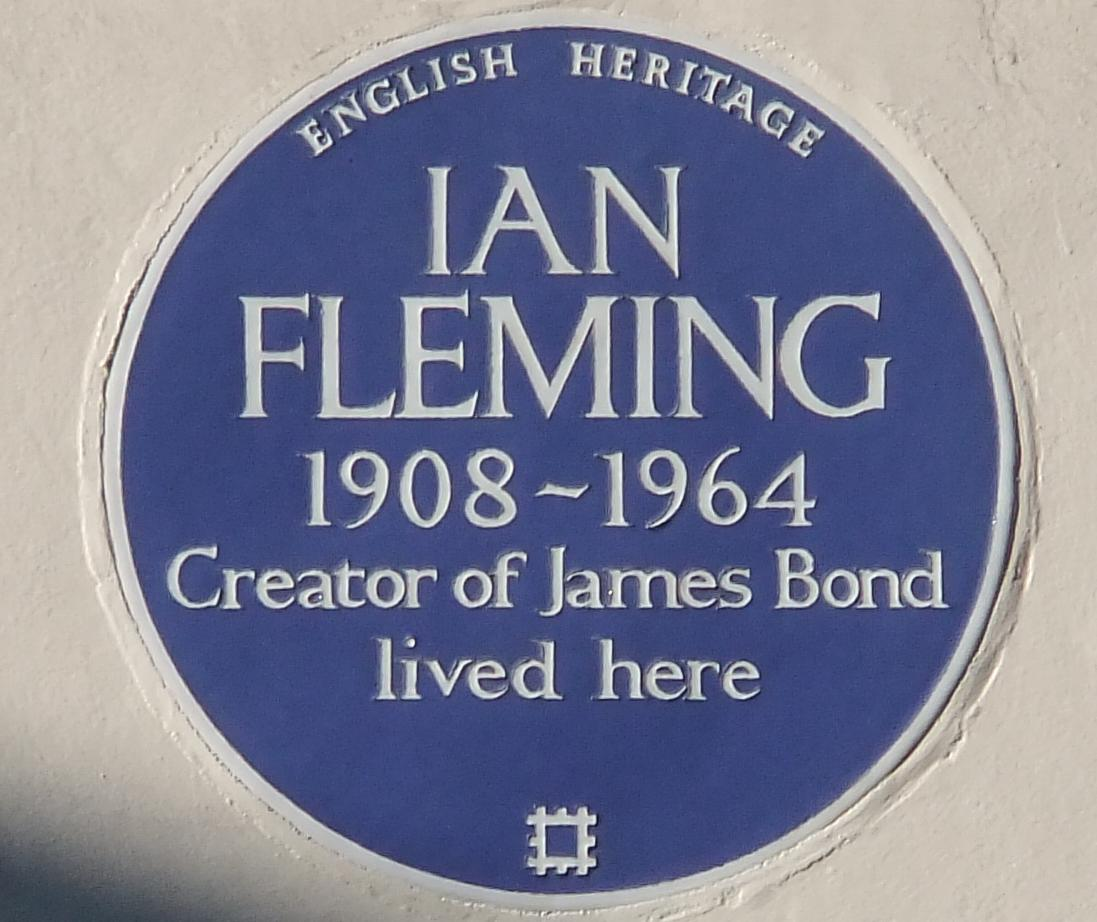
Placa azul del English Heritage conmemorando al escritor Ian Fleming en el 22b de Ebury Street, Belgravia, Londres (colocada en 1996)

Una placa azul (nombre original en inglés: blue plaque) es un letrero permanente instalado en un lugar público en el Reino Unido (y por extensión, en otros países del mundo) para conmemorar un vínculo entre ese lugar y una persona famosa, evento o edificio anterior localizado en el mismo sitio, que sirve como marcador histórico. El término se emplea en el Reino Unido en dos sentidos diferentes: puede usarse de manera restringida y específica para referirse al sistema de placas "oficial" gestionado por English Heritage (actualmente restringido al interior del Gran Londres); o puede usarse de manera menos formal para abarcar una serie de marcadores similares promovidos por organizaciones de todo el Reino Unido.
El sistema "oficial" tiene sus orígenes en 1866, gracias a la iniciativa lanzada en Londres por el político William Ewart, para remarcar la localización de los hogares y los lugares de trabajo de personajes ilustres. Ha sido administrado sucesivamente por la Royal Society of Arts (1866-1901), el London County Council (1901-1965), el Greater London Council (1965-1986) y la English Heritage (desde 1986 hasta hoy). Sigue centrado en Londres (ahora definido como Gran Londres), aunque entre 1998 y 2005, bajo un programa de prueba, se erigieron 34 placas en otros lugares de Inglaterra. Al tratarse de la primera iniciativa de este tipo en el mundo, ha proporcionado directa o indirectamente la inspiración y el modelo para muchas otras actuaciones similares.
Desde entonces, se han iniciado muchos otros sistemas de placas conmemorativas en el Reino Unido. Algunos están restringidos a un área geográfica específica, y otros a algún tema en particular de conmemoración histórica. Son administrados por diversos organismos que incluyen gobiernos locales, sociedades cívicas, asociaciones vecinales y otras organizaciones como el Transport Trust, la Royal Society of Chemistry, el Music Hall Guild of Great Britain and America, el Centro de Estudios Paganos o la Sociedad Británica del Cómic. Las placas poseen una gran variedad de diseños, formas, materiales y colores: algunas son azules, otras no. Sin embargo, el término "placa azul" se usa a menudo de manera informal para abarcar todos estos marcadores.
También se encuentran sistemas de placas conmemorativas en numerosos lugares del mundo, como los de París, Roma, Oslo o Dublín; y en otras ciudades de Australia, Canadá, Filipinas, Rusia y Estados Unidos. Adoptan diversas formas, y suelen ser conocidas como placas conmemorativas o marcadores históricos.

## En el Reino Unido

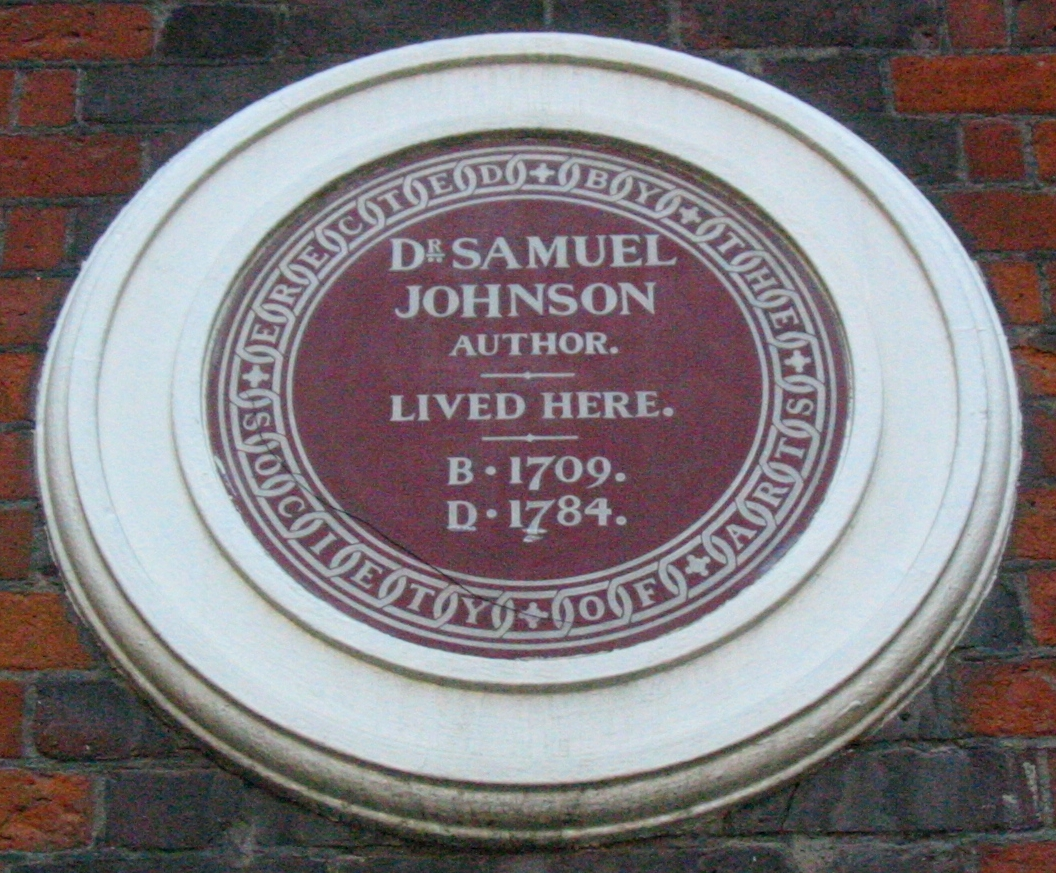
Placa de la Sociedad de Artes en la casa de Samuel Johnson, Londres (colocada en 1876). Muchas de estas primeras placas eran de color marrón

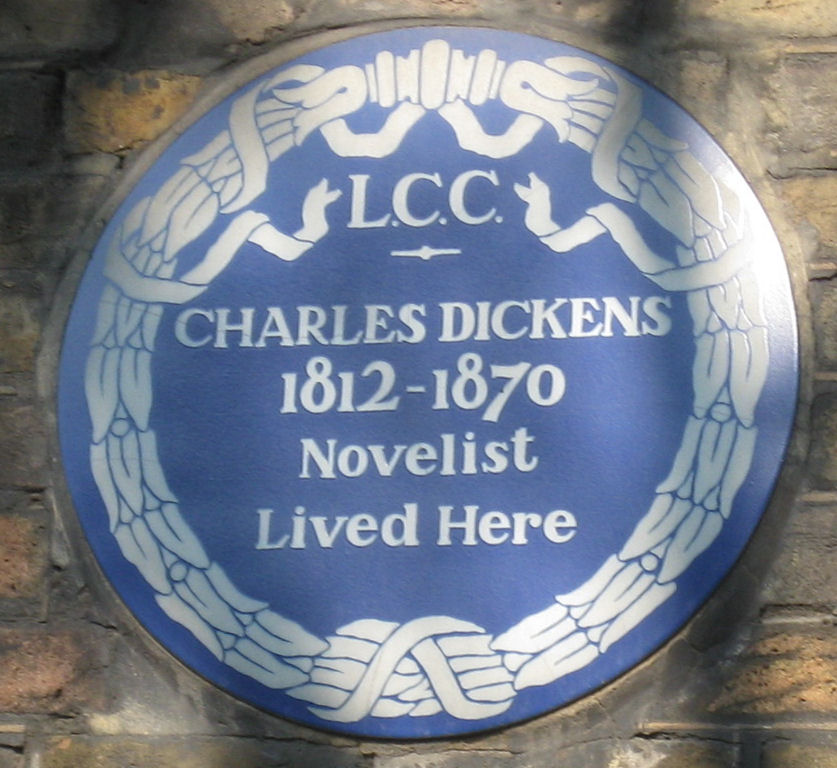
Placa del Consejo del Condado de Londres en el 48 de Doughty Street, Holborn, conmemorando a Charles Dickens (colocada en 1903)

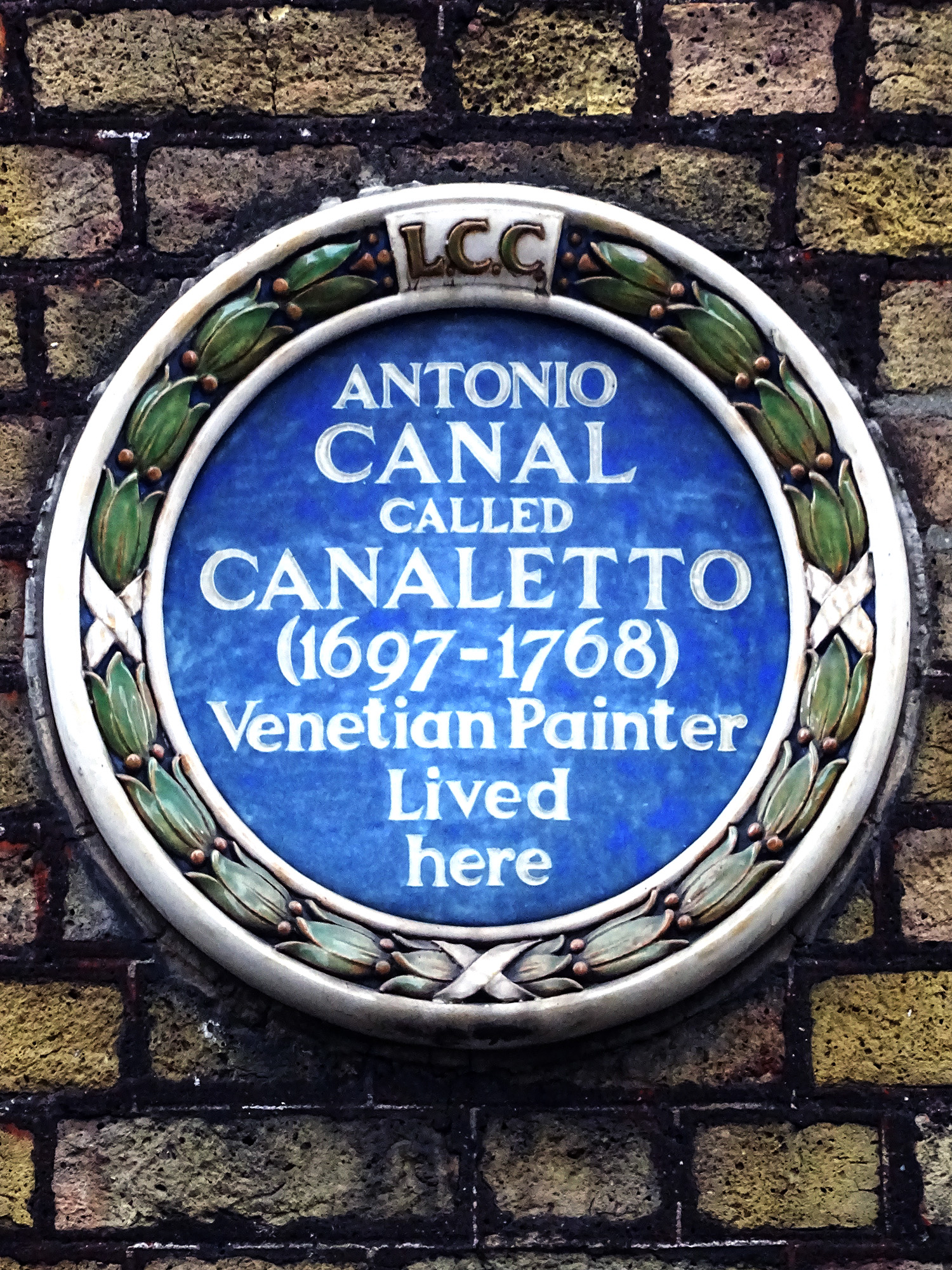
Una de las siete placas de la Royal Doulton orladas con ramas de laurel colocada en 1925 en el 41 de Beak Street, Soho

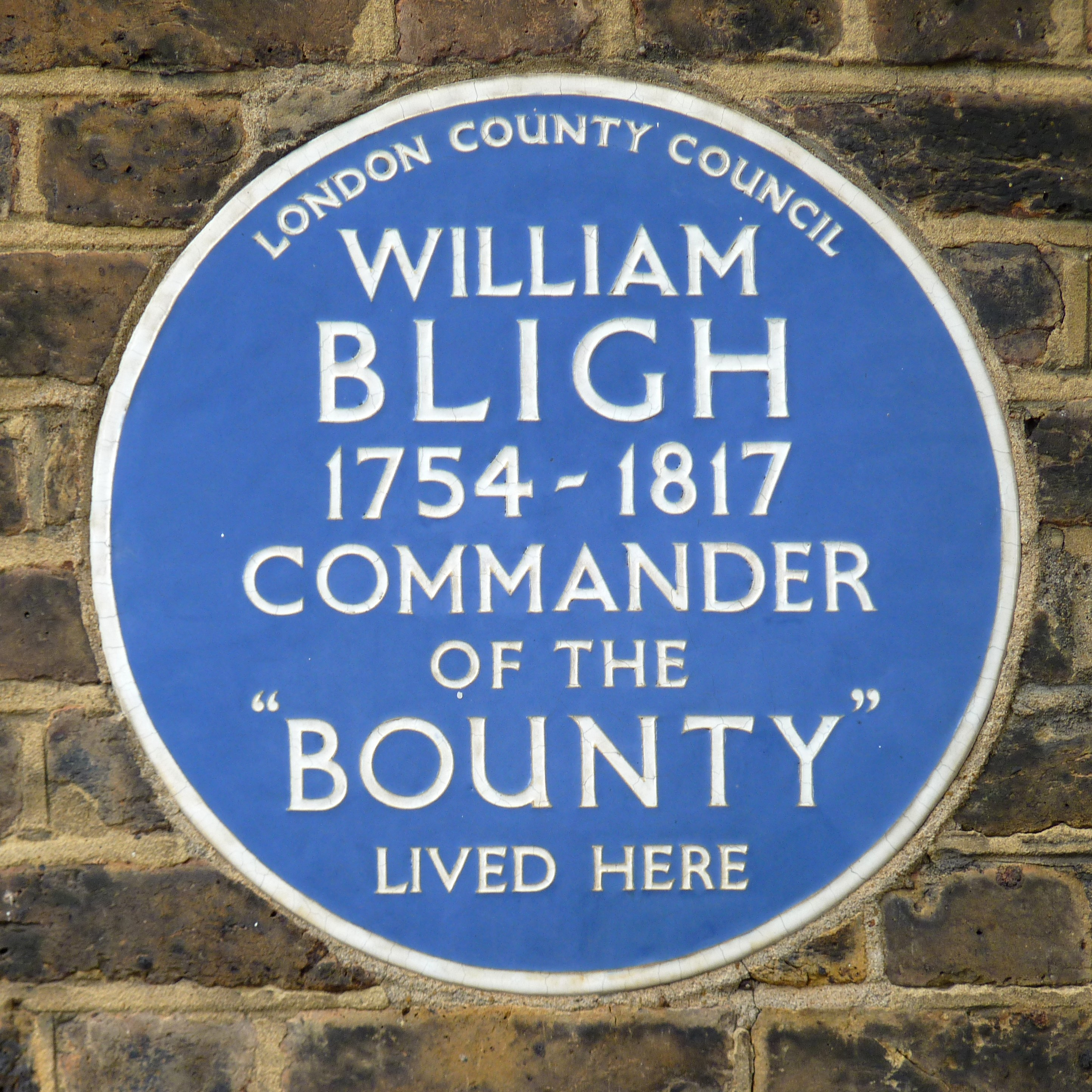
Placa del Consejo del Condado de Londres en el 100 de Lambeth Road, Lambeth, en honor de William Bligh (colocada en 1952)

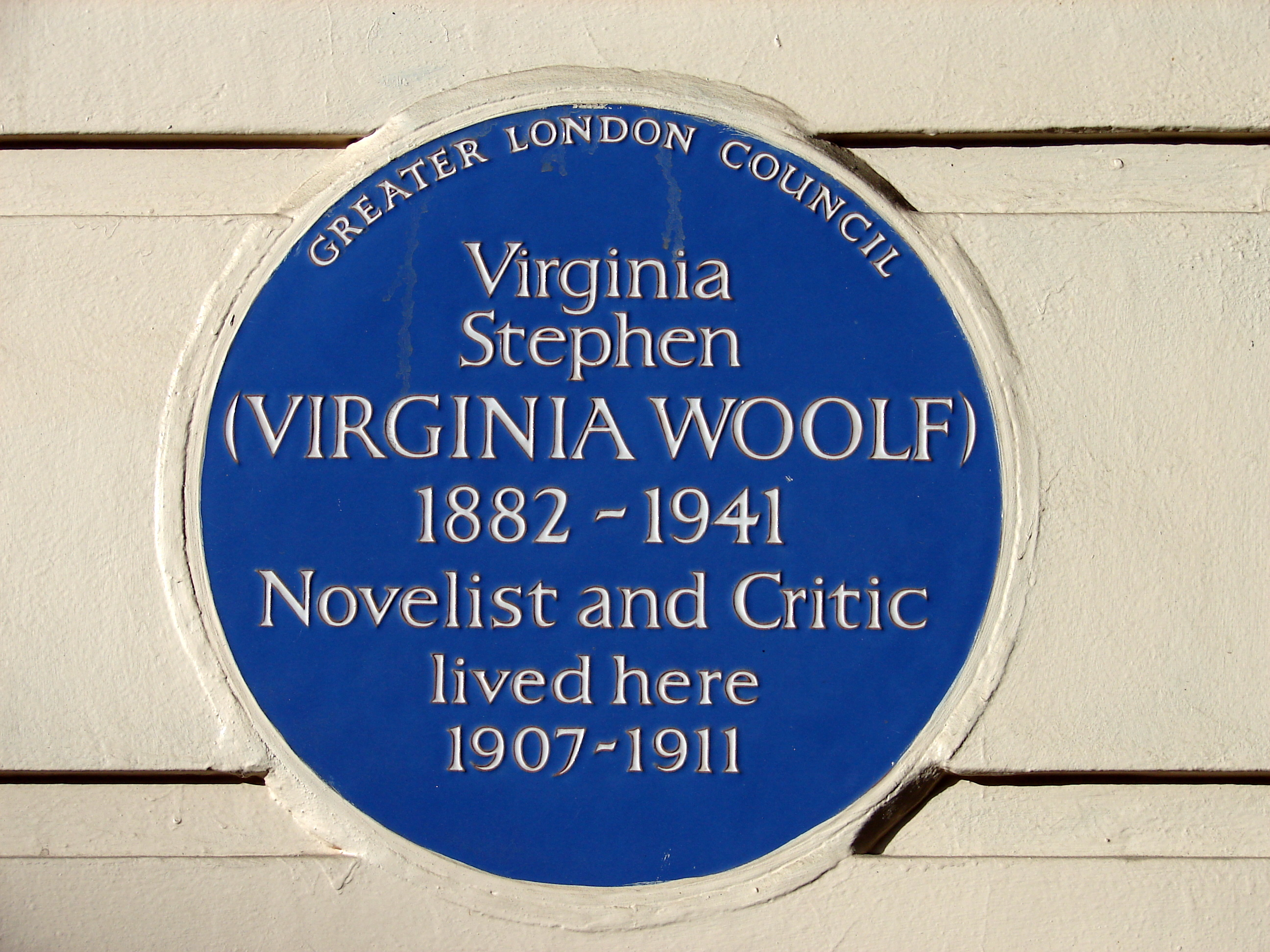
Placa del Consejo del Gran Londres en el 29 de Fitzroy Square, Fitzrovia, conmemorando a Virginia Woolf (instalada en 1974)

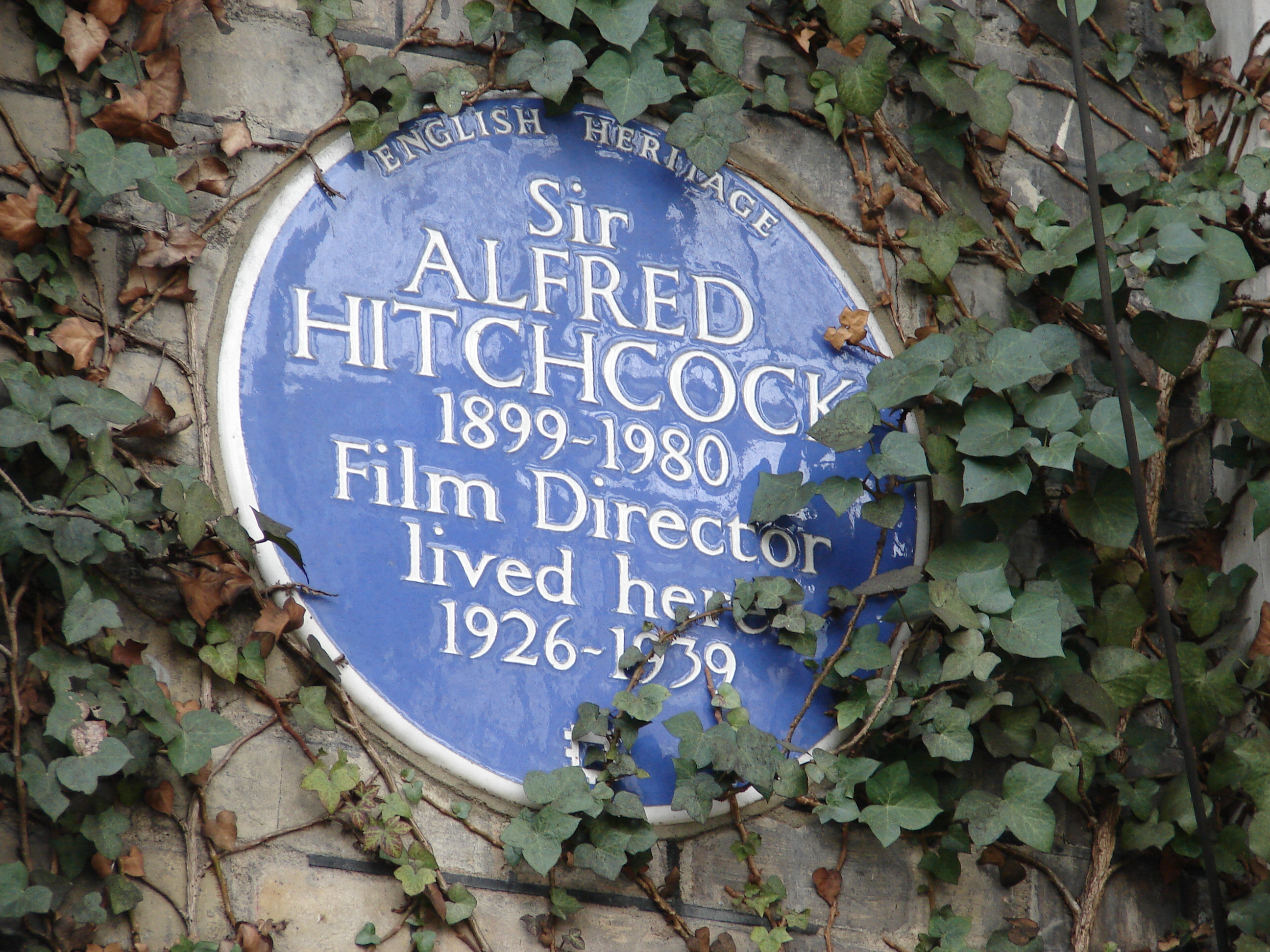
Placa de English Heritage en el 153 de Cromwell Road, Londres, SW5, en memoria de Sir Alfred Hitchcock (colocada en 1999)

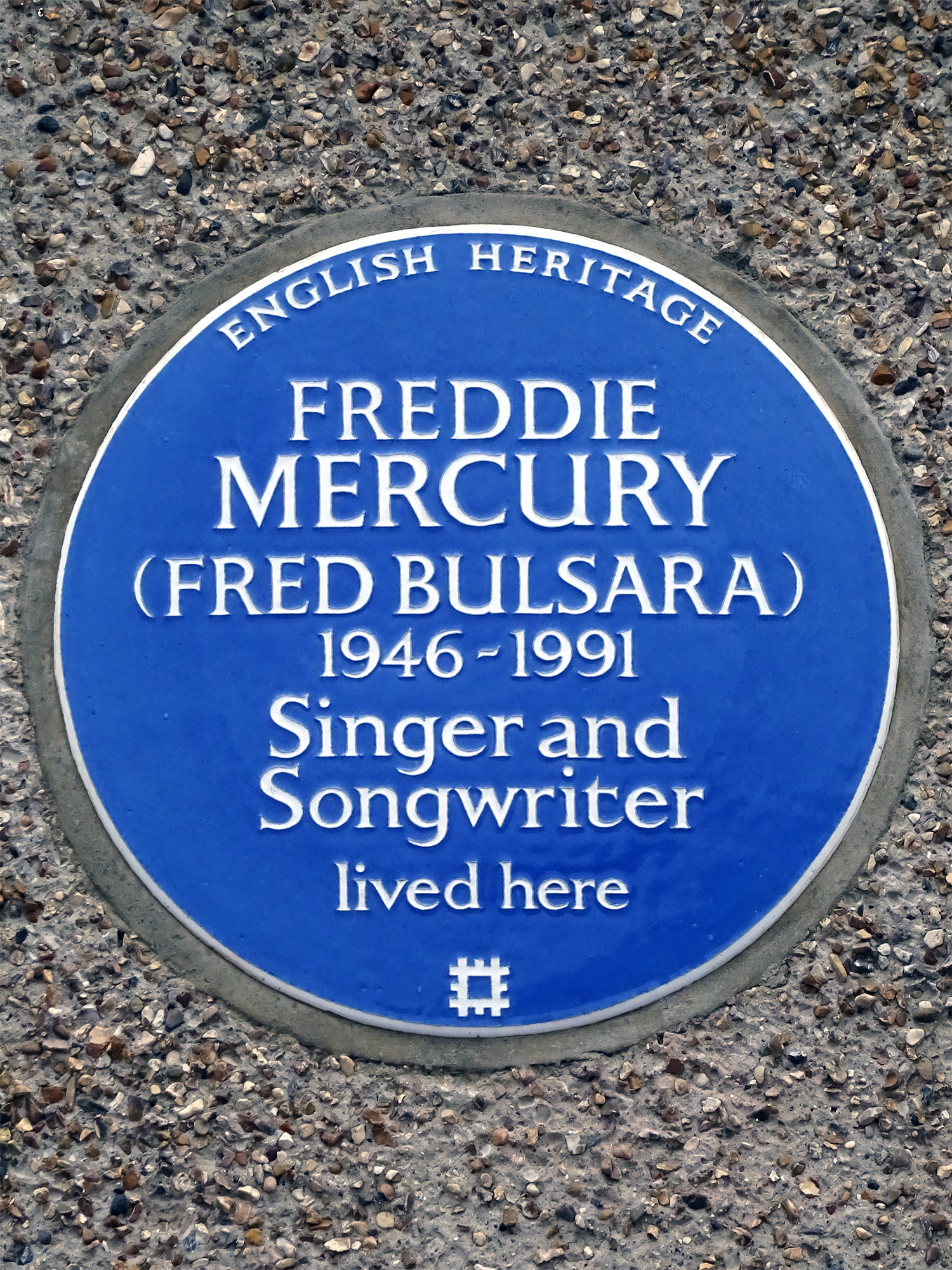
Placa en el 22 de la avenida Gladstone, Feltham, Londres, en recuerdo de Freddie Mercury (instalada en 2016)

### Placas deEnglish Heritage
La colocación de las primeras placas originales partió de una idea de la Royal Society of Arts en 1867. El sistema, el más antiguo del mundo de este tipo, ha sido administrado a partir de 1986 por English Heritage. Desde 1984, English Heritage ha encargado a Frank Ashworth que realice las placas, a las que su esposa Sue añade las inscripciones en su casa de Cornualles.
English Heritage planea instalar un promedio de doce nuevas placas azules cada año en Londres.

#### Historia
Después de ser concebido por el político William Ewart en 1863, el plan sería iniciado en 1866 por el propio Ewart, Henry Cole y la Sociedad de las Artes (ahora Royal Society of Arts), que comenzó a erigir placas con distintas formas y colores.
La primera placa se dio a conocer en 1867 para conmemorar a Lord Byron en su lugar de nacimiento, el 24 de Holles Street, junto a Cavendish Square. Esta casa fue demolida en 1889. La placa azul más antigua que se conserva, también colocada en 1867, conmemora a Napoleón III Bonaparte en King Street, St James's. La placa de Byron era azul, pero el fabricante Minton, Hollins & Co cambió el color a marrón chocolate para reducir su coste.
En total, la Sociedad de las Artes colocó 35 placas, de las que menos de la mitad han llegado hasta la actualidad. La Sociedad solo erigió una placa dentro de la milla cuadrada de la City de Londres, la de Samuel Johnson en su casa en Gough Square, en 1876. En 1879, se acordó que la Corporación de la Ciudad de Londres sería responsable de erigir placas dentro de los límites de la city para reconocer su independencia jurisdiccional. Esta demarcación se ha mantenido desde entonces.
En 1901, la gestión de las placas pasó de la Sociedad de las Artes al Consejo del Condado de Londres (LCC), que inició un estudio acerca del diseño futuro de las placas. Finalmente, se decidió mantener la forma básica y el diseño de las placas de la Sociedad, pero haciéndolas todas uniformemente azules, con una corona de laurel y el rótulo de la LCC. Aunque este diseño se usó de manera consistente desde 1903 hasta 1938, también se realizaron algunas pruebas en la década de 1920, instalándose algunas placas de bronce, piedra o plomo. Su forma y color también variaba.
En 1921, se revisó el diseño de placa más común (azul), ya que se descubrió que el gres vidriado Royal Doulton era más barato que la cerámica encáustica que se usaba anteriormente. En 1938, un estudiante anónimo de la Escuela Central de Artes y Oficios del Consejo del Condado de Londres (LCC), preparó un nuevo diseño de placa aprobado por el comité. Omitió los elementos decorativos de los diseños de placas anteriores y permitió que las letras estuvieran mejor espaciadas y se ampliasen. Un borde blanco se agregó al diseño poco después, y este ha sido el estándar desde entonces. No se erigieron placas entre 1915 y 1919, o entre 1940 y 1947, debido a las dos guerras mundiales. La LCC formalizó los criterios de selección de los motivos conmemorables en 1954.
Cuando se abolió el LCC en 1965, el esquema fue asumido por el Consejo del Gran Londres (GLC). Los principios cambiaron poco, que pasaron a aplicarse a todo el condado administrativo del Gran Londres, mucho más extenso. El GLC también estaba interesado en ampliar el tipo de personalidades conmemoradas. Se erigieron 252 placas, incluyendo a personajes como Sylvia Pankhurst, Samuel Coleridge-Taylor, o Mary Seacole.
En 1986, el GLC se disolvió y la gestión de las placas azules pasó a English Heritage, que ha erigido más de 300 placas en Londres.
En enero de 2013, English Heritage suspendió las propuestas de nuevas placas debido a recortes de financiación. El presidente del National Trust declaró que su organización podría intervenir para mantener la gestión de las placas azules. En junio de 2014, se barajó la idea de relanzar el plan con financiación privada (incluido el apoyo de un nuevo club de donantes, el Blue Plaques Club, y del promotor inmobiliario David Pearl). Sin embargo, dos miembros del consejo asesor, el profesor David Edgerton y la escritora y crítica Gillian Darley, dimitieron preocupados porque el plan se había "reducido a una herramienta de mercadotecnia para English Heritage".
En abril de 2015, English Heritage se dividió en dos organizaciones, Historic England (un organismo legal) y el nuevo English Heritage Trust (una organización benéfica, que asumió el nombre operativo y el logotipo de English Heritage). La responsabilidad de la gestión de las placas azules pasó al English Heritage Trust.

#### Criterios de elección
Para ser elegible para una placa azul de English Heritage en Londres, la persona famosa en cuestión debe:
- Haber fallecido al menos hace 20 años o haber superado el centenario de su nacimiento. Los personajes de ficción no son elegibles;
- Ser considerado eminente por la mayoría de los miembros de su propia profesión; haber realizado una contribución destacada al bienestar o la felicidad humanos;
- Haber vivido o trabajado en ese edificio en Londres (excluyendo la City de Londres y Whitehall) durante un período significativo, en tiempo o importancia, dentro de su vida y trabajo; ser reconocible para el transeúnte bien informado o merecer el reconocimiento nacional.

En los casos de extranjeros y visitantes extranjeros, los candidatos deben tener reputación internacional o una posición significativa en su propio país.
Con respecto a la ubicación de una placa:
- Las placas solo pueden erigirse en el auténtico edificio habitado por una figura, no en el lugar donde se encontraba el edificio, ni en edificios que han sido radicalmente alterados;
- Las placas no se colocan en muros limítrofes, columnas de puertas exentas, edificios educativos o eclesiásticos o el sedes judiciales;
- Los edificios marcados con placas deben ser visibles desde la vía pública;
- No se puede conmemorar a una sola persona con más de una placa azul en Londres.[17]

Otros conjuntos de placas utilizan criterios diferentes, que a menudo son menos restrictivos. En particular, es común en otros sistemas que se erijan placas para marcar el emplazamiento original de edificios demolidos.

#### Proceso de selección
Casi todas las propuestas para las placas azules de English Heritage son realizadas por particulares que escriben o envían correos electrónicos a la organización antes de presentar una propuesta formal.
El historiador interno de English Heritage investiga la propuesta, y el Consejo de las Placas Azules selecciona qué sugerencias deberían considerarse. El Consejo está compuesto por 9 personas de diversas disciplinas de todo el país. En 2015, estaba presidido por el profesor Ronald Hutton e incluía al ex profesor y poeta laureado Sir Andrew Motion y al historiador de edificios, profesor Gavin Stamp. El actor y locutor Stephen Fry perteneció al Consejo y escribió el prólogo del libro Vivió en Londres: placas azules y las historias detrás de ellas (2009).
Aproximadamente un tercio de las propuestas se aprueban inicialmente y se incluyen en una lista corta. Debido a que las placas son tan populares y a que es necesario realizar una gran cantidad de investigación detallada, se necesitan aproximadamente tres años para que cada caso llegue a la parte superior de la lista corta. Las propuestas que no se llevan adelante solo pueden volver a proponerse una vez transcurridos 10 años.

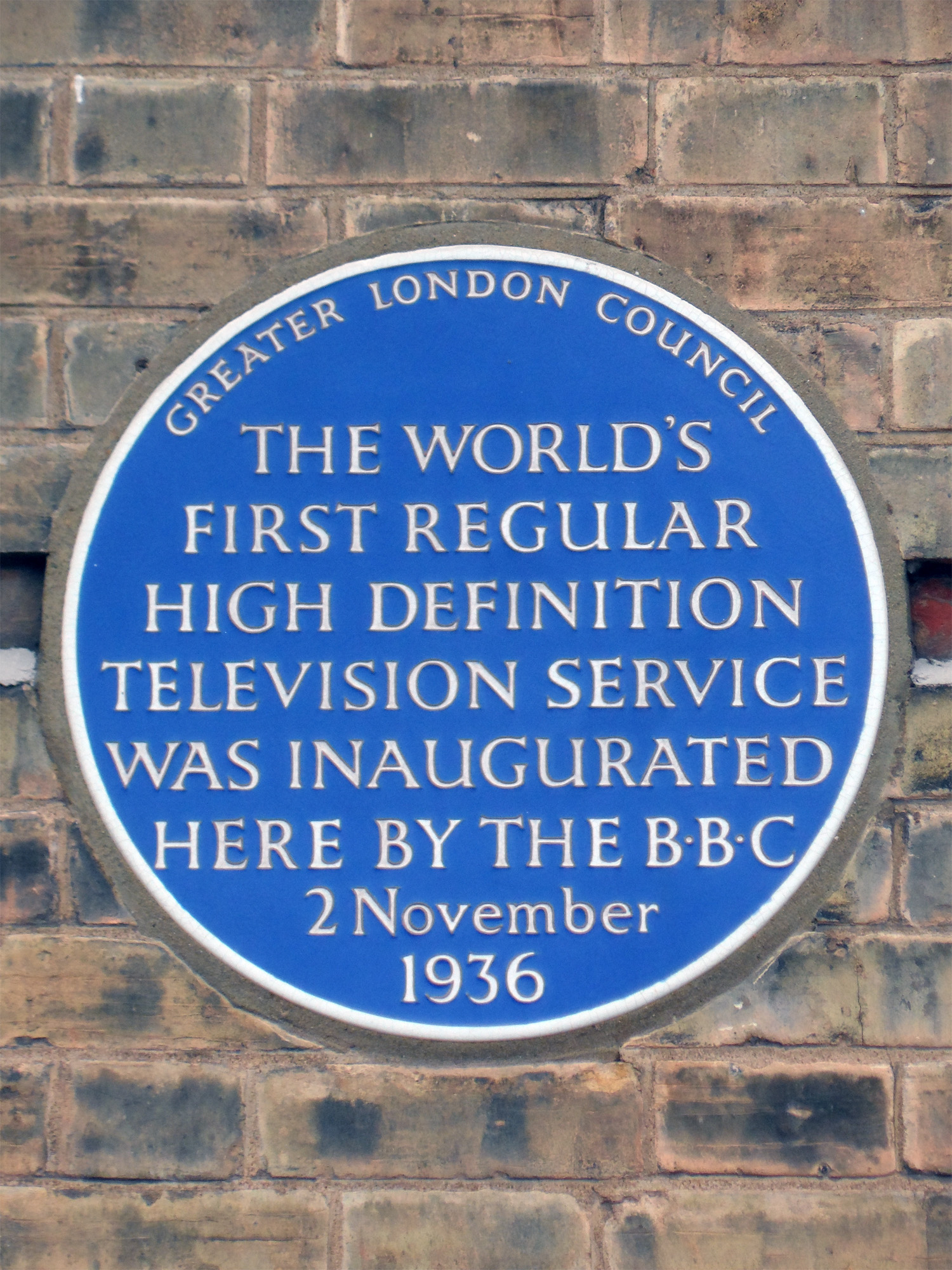
Placa del Consejo del Gran Londres en Alexandra Palace, conmemorando el lanzamiento de la BBC Television en 1936 (colocada en 1977)

#### Placas de eventos
El Consejo del Gran Londres (GLC) y English Heritage han colocado un pequeño número de placas para conmemorar eventos que tuvieron lugar en lugares particulares, en vez de hacer mención a personas famosas.

#### Fuera de Londres

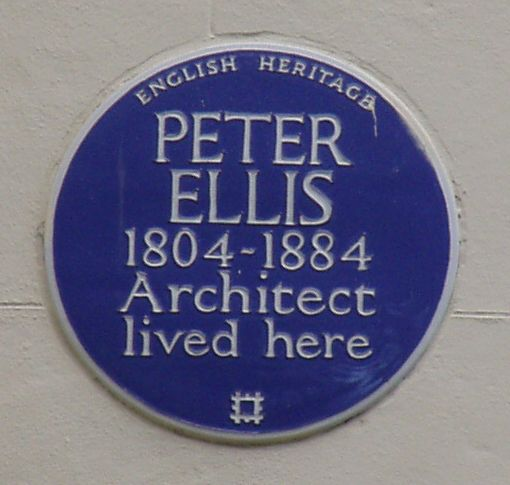
Placa de English Heritage en el 40 de Falkner Square, Liverpool, conmemorando al arquitecto Peter Ellis, colocada en 2001.

En 1998, English Heritage inició un plan de prueba nacional de placas, y durante los años siguientes erigió 34 placas en Birmingham, Merseyside, Southampton y Portsmouth. El plan se suspendió en 2005. Aunque English Heritage ya no erige placas fuera del Gran Londres, brinda asesoramiento y orientación a las personas y organizaciones interesadas o involucradas en hacerlo.

### Otros sistemas de placas
La popularidad del esquema de placas azules de Londres de English Heritage ha significado que se hayan establecido varias organizaciones comparables en otras partes del Reino Unido. Muchos de estos sistemas también usan placas azules, a menudo fabricadas en metal o plástico en lugar de la cerámica que se usa en Londres, aunque algunos otros presentan placas de diferentes colores y formas. En julio de 2012, English Heritage publicó un registro de sistemas de placas administrados por otras organizaciones en Inglaterra.
Los criterios de selección varían mucho, y numerosos gestores tratan las placas principalmente como monumentos y las colocan en edificios antiguos, en contraste con la estricta política del English Heritage de instalar placas únicamente en el edificio real en el que vivió una persona famosa o tuvo lugar un evento.

#### Londres

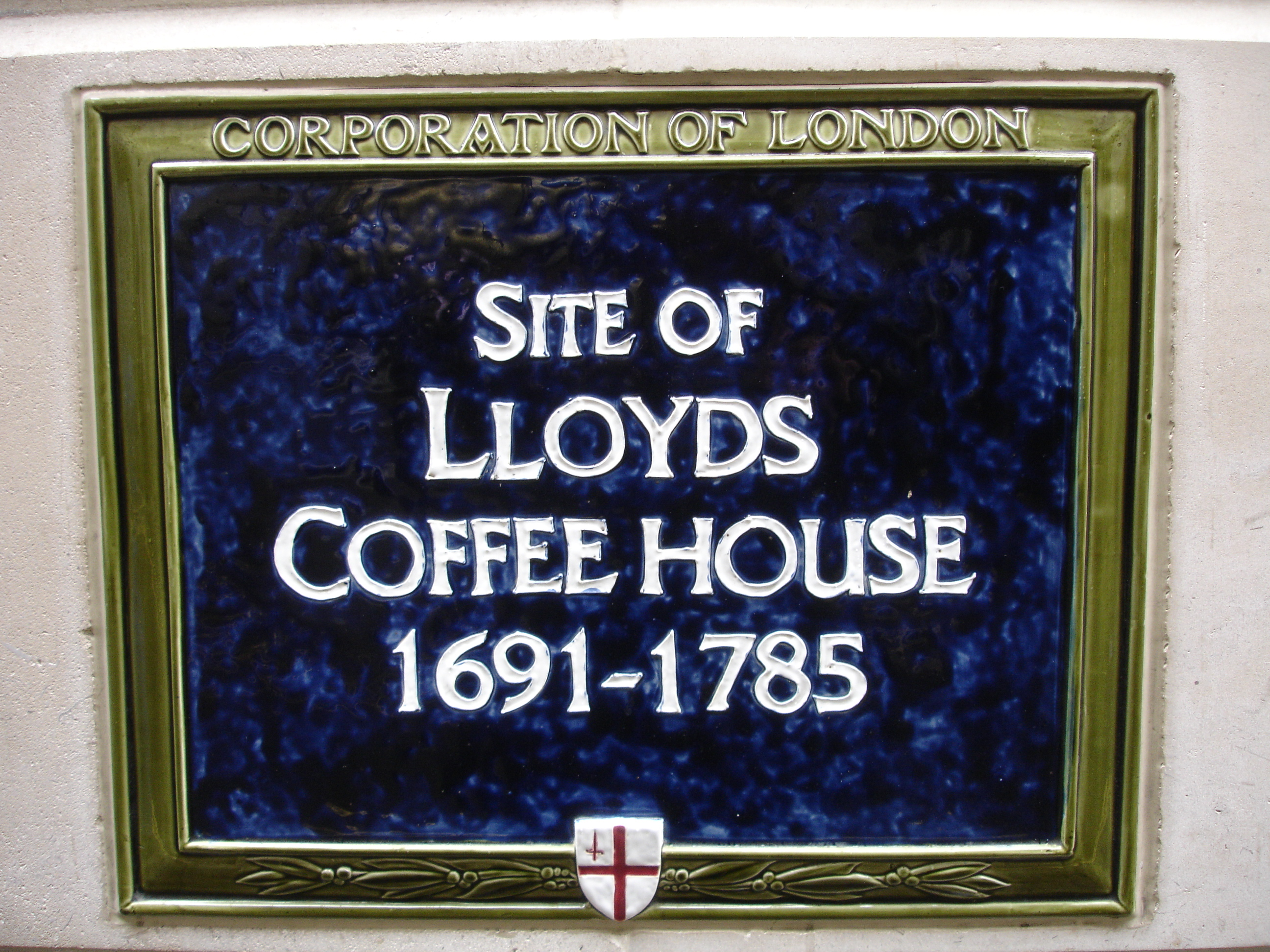
Placa de la Corporación de Londres en el Lloyd's Coffee House en Lombard Street

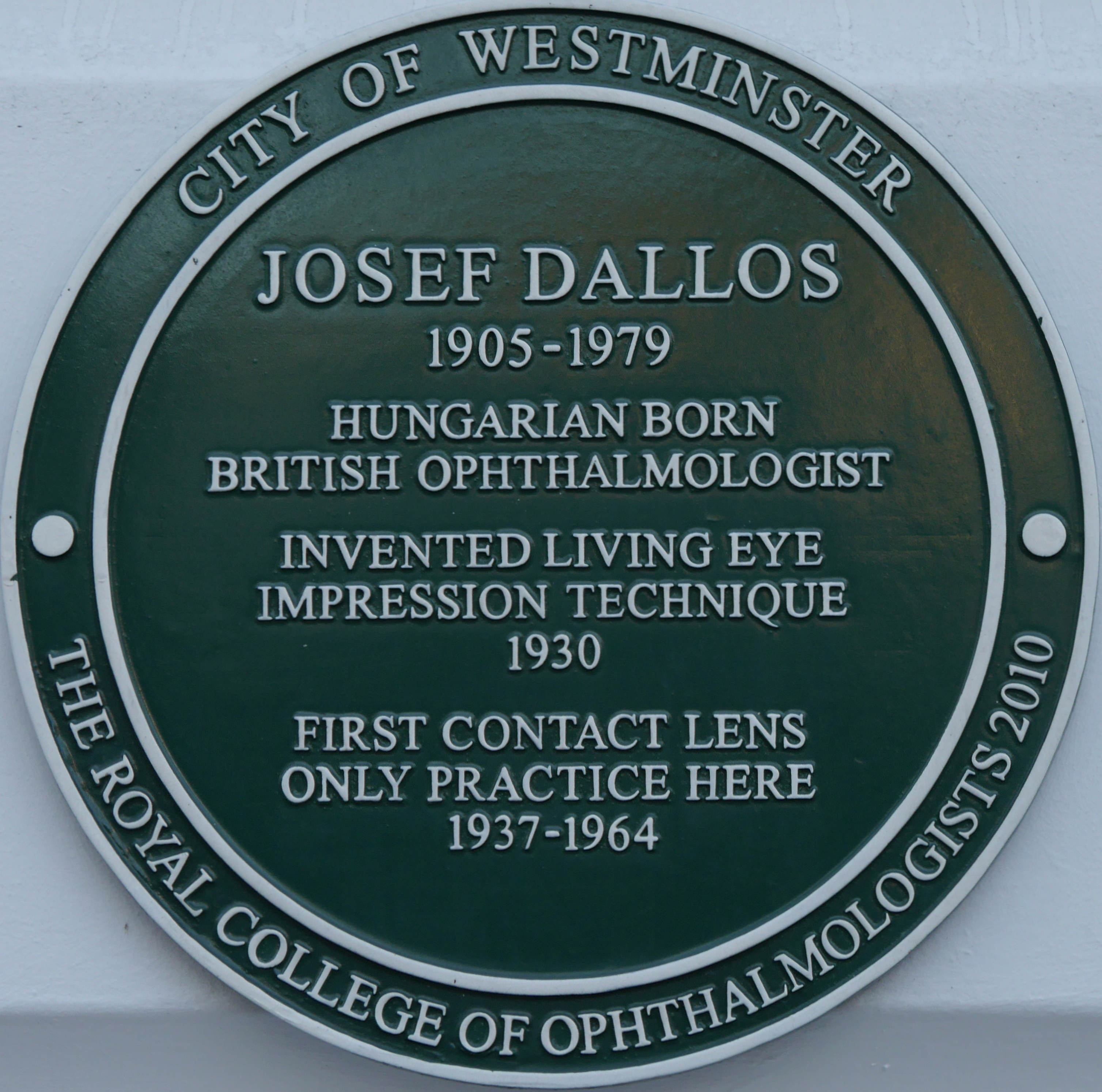
Placa verde de la Ciudad de Westminster en el 18 de Cavendish Square, Marylebone, en memoria de Josef Dallos, pionero de las lentes de contacto (colocada en 2010)

La Corporación de Londres continúa gestionando su propio conjunto de placas para la City de Londres, donde English Heritage no las coloca. Sus placas son azules y de cerámica, pero tienen forma rectangular y llevan el escudo de la City de Londres. Debido a la rapidez del cambio en el entorno construido dentro de la City, una alta proporción de placas de la Corporación de Londres marcan el emplazamiento de antiguos edificios desaparecidos.
Muchos de los 32 Borough de Londres ahora también tienen sus propios sistemas de placas, que se gestionan paralelamente al de English Heritage. El Consejo de Westminster City utiliza placas verdes, cada una de ellas patrocinada por un grupo con un interés particular en su tema. El municipio de Southwark comenzó su propio sistema de placas azules en 2003, que permite que el municipio otorgue placas mediante votación popular después de su nominación pública: las personas vivas pueden optar a recibir una placa. El municipio de Islington utiliza un sistema de placas verdes conmemorativas muy similar, iniciado en 2010.
Otras placas pueden ser erigidas por grupos más pequeños, como asociaciones vecinales. En 2007 La Asociación de Residentes del Barrio de Hampstead Garden (enlace roto disponible en Internet Archive; véase el historial, la primera versión y la última). erigió una placa azul en memoria del Primer Ministro Harold Wilson en el número 12 de Southway, como parte de las celebraciones del centenario del barrio.

#### Irlanda del Norte
En Irlanda del Norte,  Ulster History Circle es uno de los pocos grupos que administran placas azules. Establecido en 1983, ha erigido alrededor de 140 placas. El Belfast City Council también gestiona sus propias placas.

#### En otros lugares

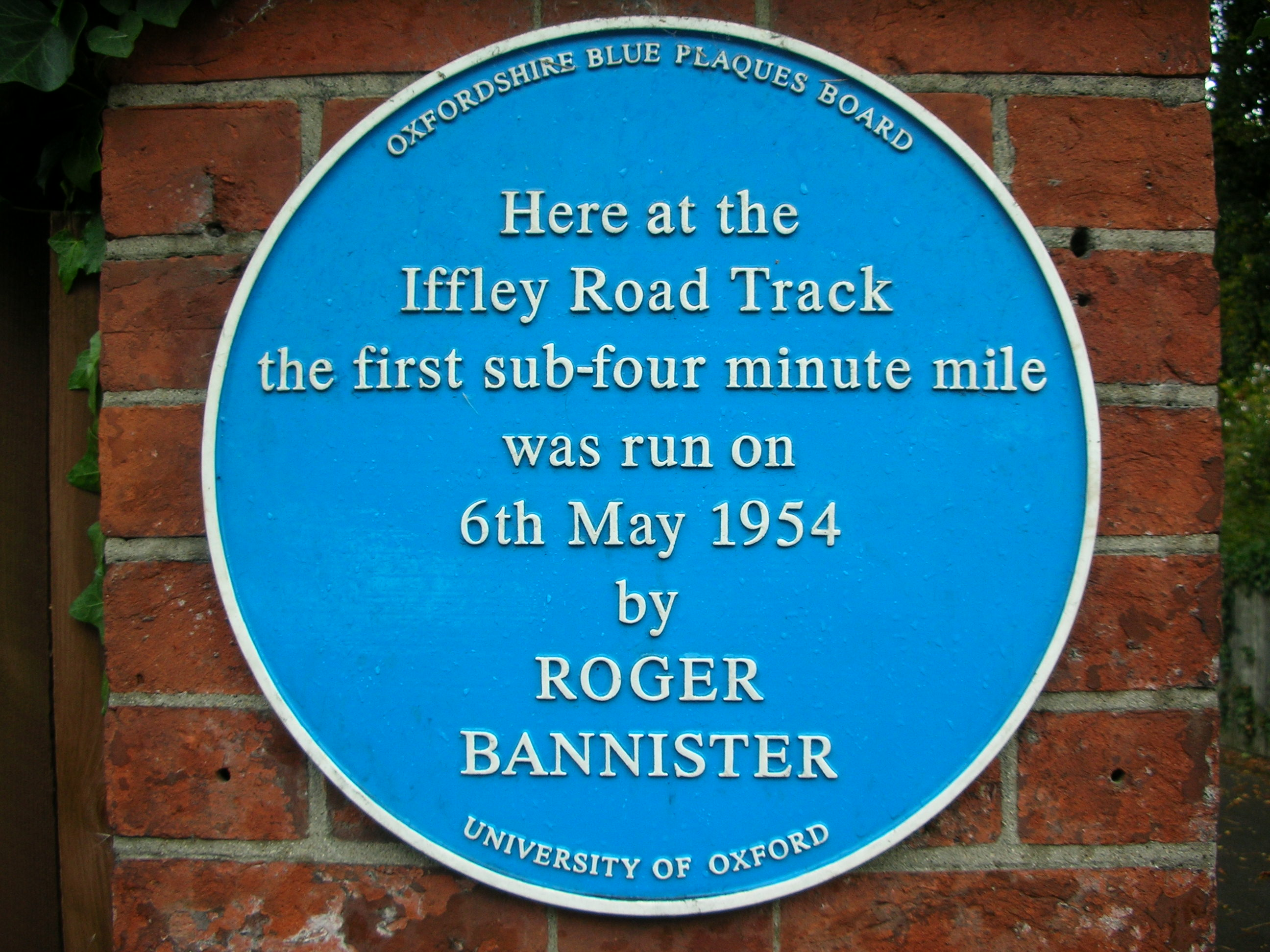
Placa azul de Oxfordshire conmemorando la primera milla en menos de cuatro minutos corrida por Roger Bannister el 6 de mayo de 1954 en la Universidad de Oxford

La Birmingham Civic Society gestiona un sistema de placas azules en Birmingham y sus alrededores: hay más de 90 placas que conmemoran a los antiguos residentes de la ciudad y lugares de interés histórico notables.
En Mánchester, la gestión de las placas es coordinada por la Galería de Arte de Mánchester, a la que se pueden enviar nominaciones. Las placas deben ser financiadas por quienes las proponen. Desde 1960 hasta 1984 todas las placas eran de cerámica y de color azul. A partir de 1985, fueron fabricados en fundición de aluminio, codificados por colores para reflejar el tipo de conmemoración (azul para personas; rojo para eventos de la historia social de la ciudad; negro para edificios de interés arquitectónico o histórico; verde para otros temas). Después de un período de suspensión, se ha retomado la iniciativa, y todas las placas ahora son de bronce patinado.

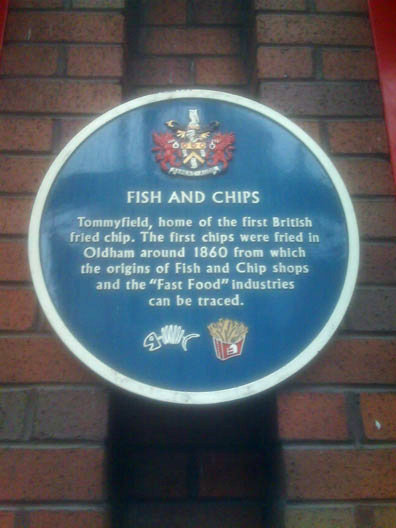
Placa en Oldham marcando el origen de la venta del fish and chips y de la industria de la comida rápida

Una placa azul en el Tommyfield Market de Oldham (Gran Mánchester) marca el origen de las tiendas de fish and chips (pescado con patatas fritas) y las industrias de comida rápida en 1860.
El Bournemouth Borough Council ha instalado más de 30 placas azules. Su primera placa se dio a conocer el 31 de octubre de 1937, y estaba dedicada a Lewis Tregonwell, quien construyó la primera casa en lo que ahora es Bournemouth. Le siguieron dos placas más en 1957 y 1975, en memoria del escritor Robert Louis Stevenson y del poeta Rupert Brooke, respectivamente. La primera placa azul se presentó el 30 de junio de 1985, y conmemoraba a Percy Florence Shelley.
La ciudad de Hertfordshire de Berkhamsted inauguró un conjunto de 32 placas azules en 2000, colocadas en algunos de los edificios más importantes de la ciudad, incluido el castillo de Berkhamsted, lugar de nacimiento del escritor Graham Greene, y edificios asociados con el poeta William Cowper, con John Incent (deán de la catedral de San Pablo) y con Clementine Hozier. Las placas se encuentran situadas en una Ruta Patrimonial promovida por el Ayuntamiento.

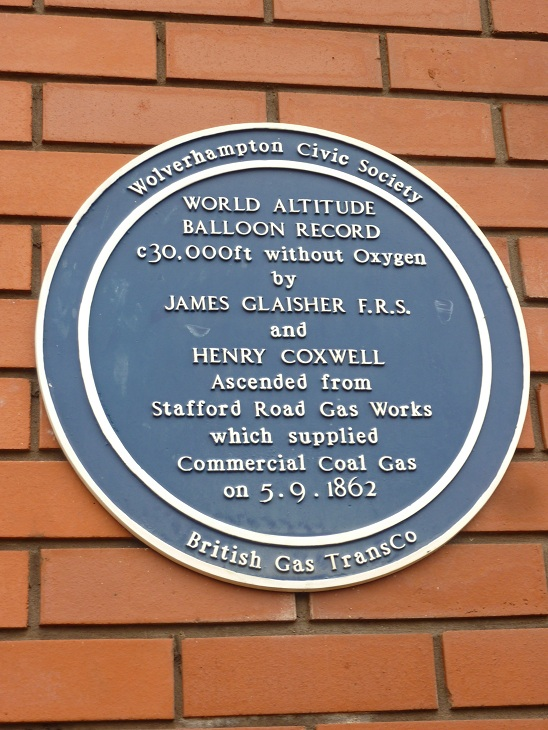
Placa de la Sociedad Cívica de Wolverhampton en el Wolverhampton Science Park, que marca la ubicación del récord mundial de altitud en globo aerostático, logrado el 5 de septiembre de 1862

Wolverhampton tiene más de 90 placas azules erigidas por la Sociedad Cívica e Histórica de Wolverhampton según un plan que comenzó en 1983. Una de las placas más inusuales marca la ubicación del récord mundial de altitud en globo aerostático, conseguido el viernes 5 de septiembre de 1862.
La ciudad de Loughton en Essex inauguró su plan en 1997, siguiendo un programa que permite colocar tres nuevas placas al año. En 2019 se habían erigido 42 de ellas. El objetivo es estimular el interés público en el patrimonio de la ciudad. Entre las placas azules de Loughton figura la de Mary Anne Clarke, que de hecho es una pareja de placas idénticas, una situada en la parte delantera y otra en la posterior de su casa de Loughton Lodge.
En 2005, la Sociedad Cívica de Malvern y el consejo del Distrito de Malvern Hills anunciaron que se colocarían placas azules en los edificios de Malvern que estuvieran asociados con personajes famosos, incluido Franklin D. Roosevelt. Desde entonces, se han erigido placas azules para conmemorar a C. S. Lewis, Florence Nightingale, Charles Darwin y al que fuera emperador de Etiopía Haile Selassie.
En 2010, el Derbyshire County Council permitió a sus residentes votar a través de Internet sobre una lista corta de personajes históricos notables para ser conmemorados en la localidad mediante placas azules. Las primeras seis placas recuerdan al industrial Richard Arkwright junior (en Bakewell), a Olave Saint Claire Soames y al "Padre de los ferrocarriles" George Stephenson (en Chesterfield), al prodigio matemático Jedediah Buxton (en Elmton), al actor Arthur Lowe (en Hayfield) y al arquitecto Joseph Paxton (en Chatsworth House).

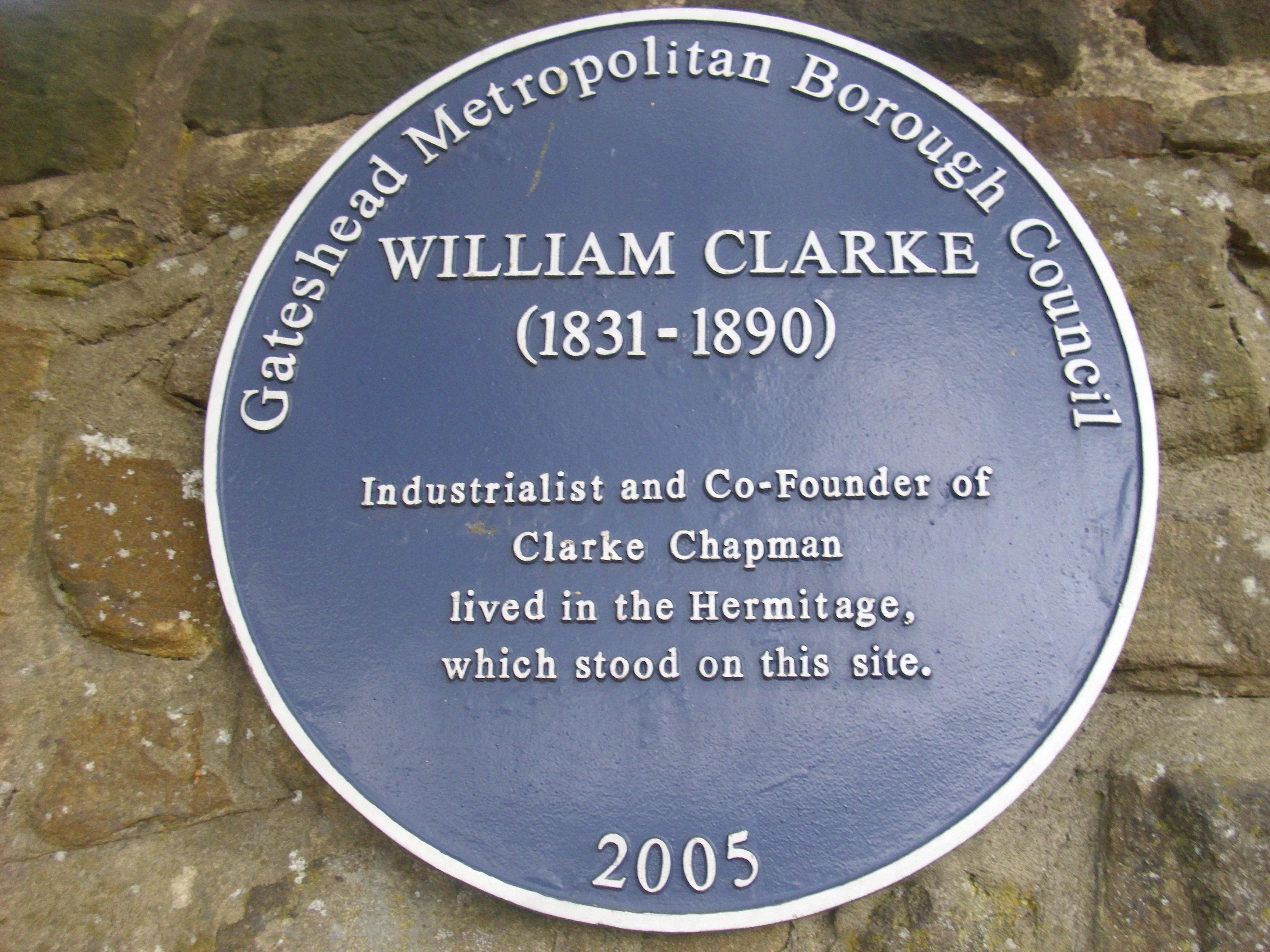
Una placa azul de Gateshead, en honor del industrial William Clarke

Un sistema de placas azules de larga duración está en funcionamiento en el Municipio de Gateshead. Dirigido por el consejo, se registró en el English Heritage en 1970 y se han instalado 29 placas azules entre 1977 y la publicación de un documento conmemorativo en 2010. El plan de Gateshead tiene como objetivo destacar a las personas notables que vivieron en el distrito, edificios notables dentro de él y eventos históricos importantes. Algunos de los homenajeados son Geordie Ridley, autor del Blaydon Races, William Wailes, un destacado defensor de las vidrieras que vivió en una "mansión de cuento de hadas" en Saltwell Park en el siglo XIX, el industrial y cofundador de la empresa Clarke Chapman, William Clarke, y Sir Joseph Swan, el inventor de una lámpara incandescente, cuya casa en Low Fell sería la primera del mundo en ser iluminado con luz eléctrica.
Desde entonces se han erigido más placas azules de Gateshead. En 2011 se instalaron placas en conmemoración de William Henry Brockett, editor del primer periódico de Gateshead, del doctor Alfred Cox y de la hermana Winifred Laver, una misionera que recibió durante su vida varias condecoraciones, incluida la Medalla del Imperio Británico. En 2012, se revelaron más placas azules en conmemoración de Vincent Litchfield Raven, un "genio de la ingeniería" (ingeniero mecánico en jefe del Ferrocarril del Noreste, sus éxitos en la técnica del vapor finalmente frustraron su propio trabajo visionario sobre la posibilidad de los trenes eléctricos), y de los desastres mineros del siglo XIX en Felling.
En 2017, en Aldershot (Hampshire), la Sociedad Cívica de Aldershot inauguró su primera placa azul dedicada al comediante y actor Arthur English en la casa donde había nacido. Se pretende que esta placa sea la primera de una serie dedicada a personas locales notables o edificios históricos.

#### Placas temáticas
También existen varios planes a nivel nacional patrocinados por organismos de interés especial, dedicados a erigir placas en lugares o edificios con asociaciones históricas dentro de su esfera particular de actividad.
- El plan Red Wheeel (Rueda Roja) del Transport Trust erige placas rojas en lugares de importancia para la evolución del transporte.[62]
- El Music Hall Guild of Great Britain and America coloca placas azules en sitios asociados con artistas notables del music hall y variedades, principalmente en el área de Londres.
- La British Comedy Society (anteriormente conocida como Dead Comics' Society) erige placas azules en las antiguas casas de famosos comediantes, incluidos las de Sid James y John Le Mesurier.
- La Royal Society of Chemistry instala placas azules hexagonales para marcar lugares donde se considera que las ciencias químicas han hecho una contribución significativa a la salud, la riqueza o la calidad de vida.[63]
- El Instituto de Física instala placas circulares azules para conmemorar la vida o el trabajo de los físicos en varios lugares de Gran Bretaña e Irlanda. Existen placas en Edimburgo dedicadas a Thomas Henderson y a Thomas David Anderson, en Glasgow a Alexander Wilson y a William Thomson, en el Observatoriuo de Eskdalemuir para Lewis Fry Richardson, en el lugar de nacimiento de Charles Wilson en Pentland Hills, en Leeds, y para George Paget Thomson en Aberdeen.[64] En 2015, Peter Higgs dio a conocer su propia placa, instalada en el edificio en el que había predicho la existencia del Bosón de Higgs.[65]

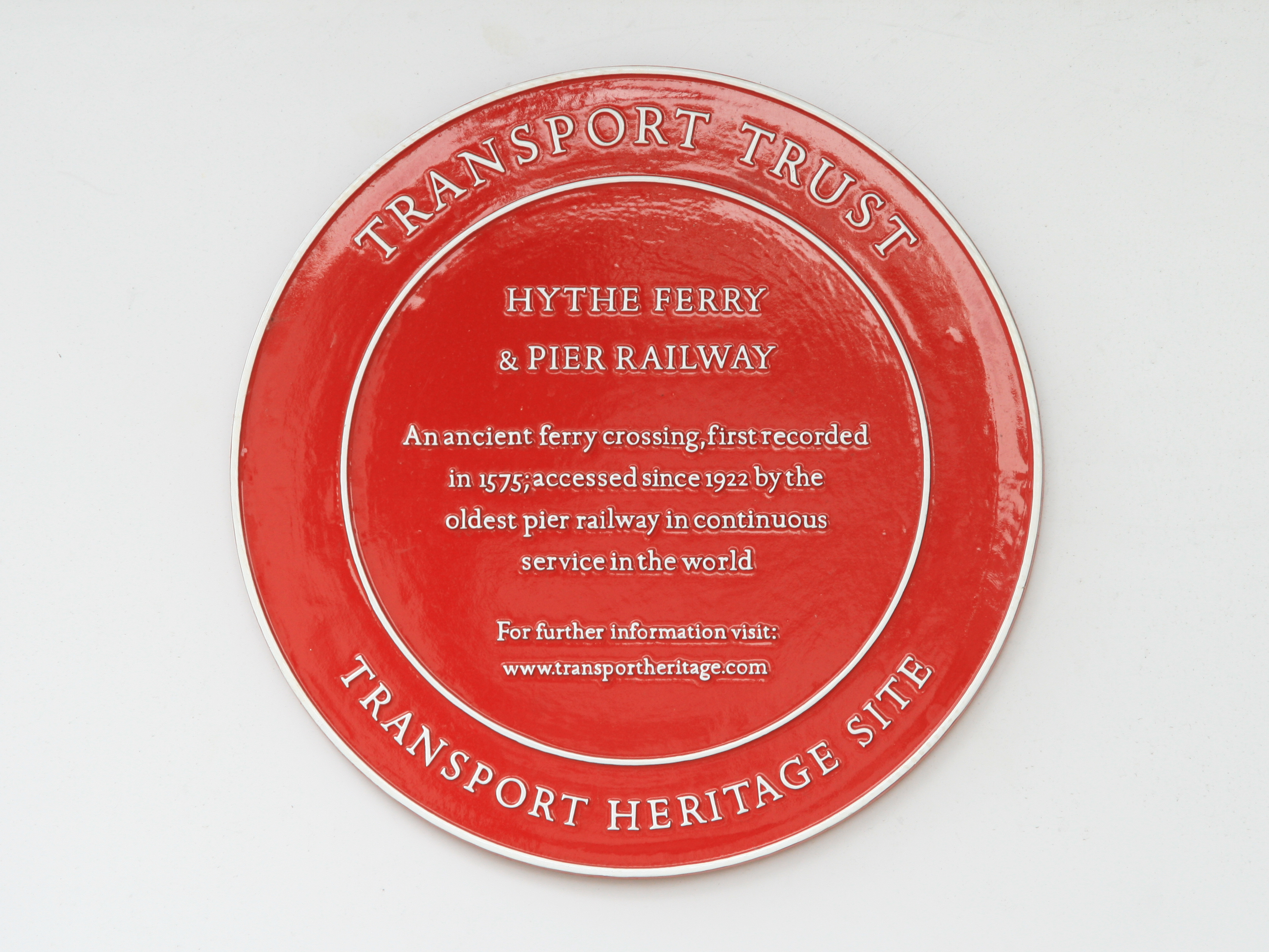
Placa del Transport Trust en Hythe Pier (Hythe, Hampshire), el ferrocarril en un muelle portuario más antiguo del mundo
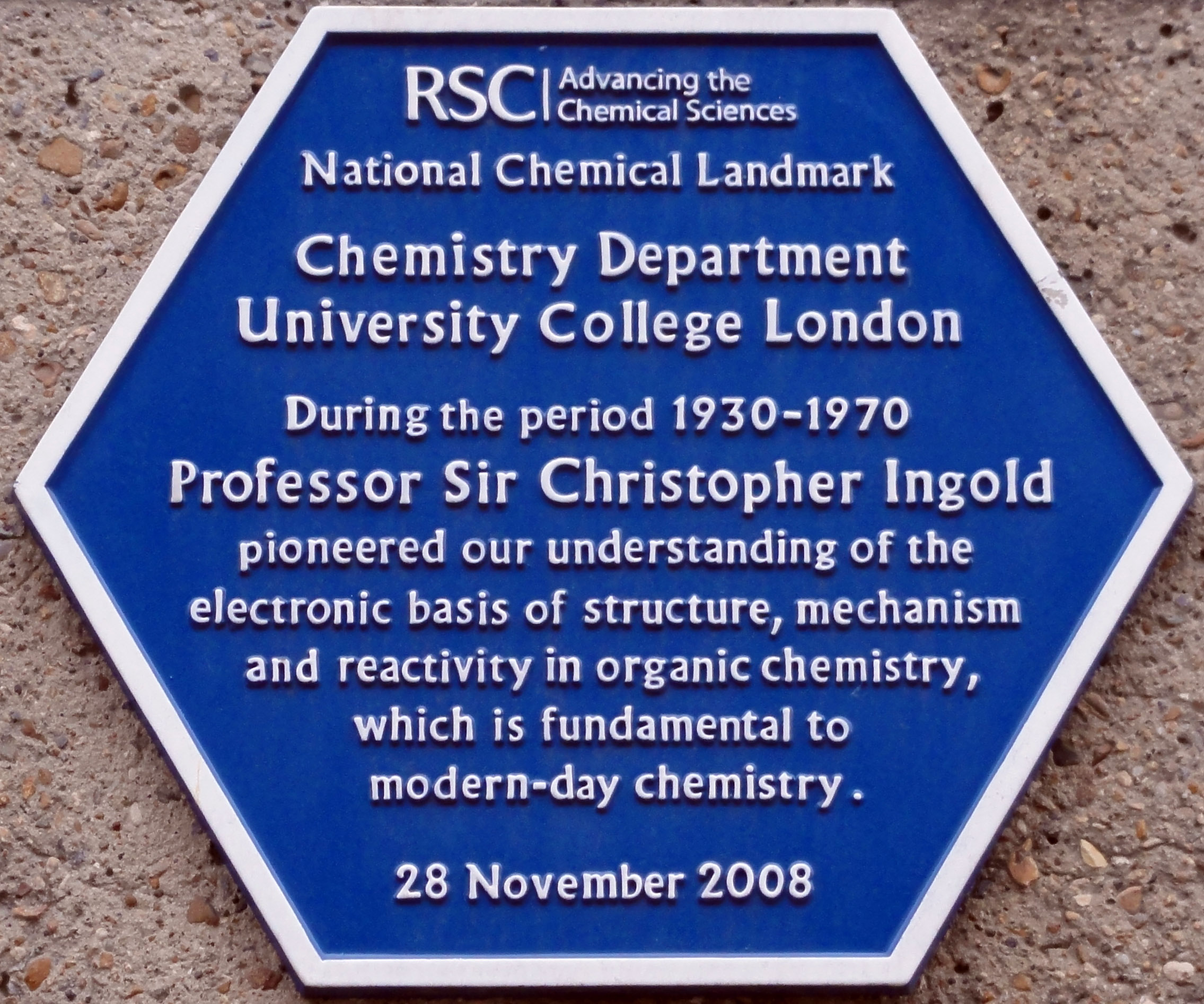
Placa de la Royal Society of Chemistry en el Departamento de Química del University College de Londres, en recuerdo del trabajo desarrollado por Sir Christopher Ingold (instalada en 2008)
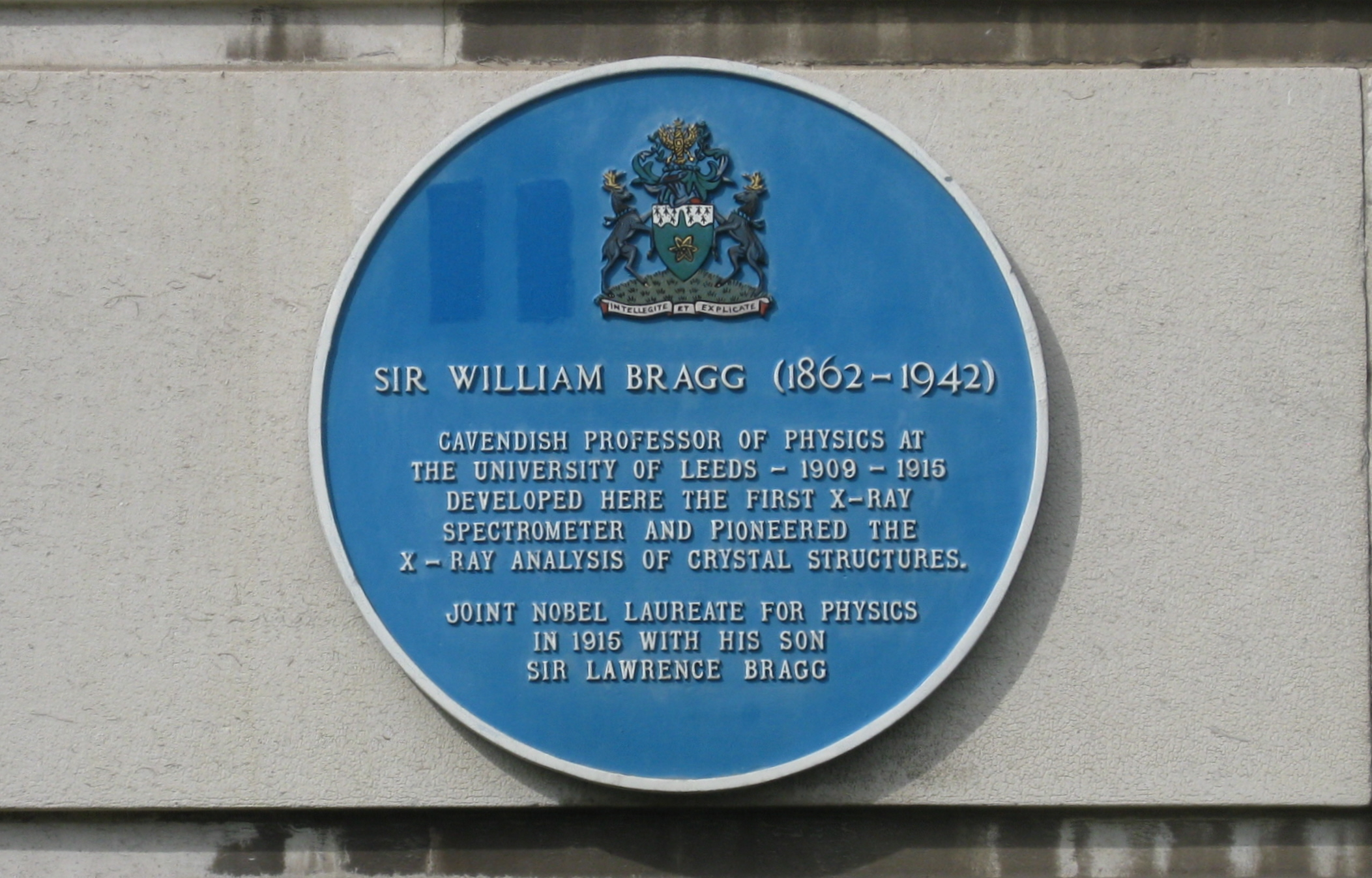
Placa del Instituto de Física en el Edificio Parkinson, Universidad de Leeds, conmemorando los descubrimientos de Sir William Henry Bragg

### Ejemplos
- John Logie Baird: 22 de Frith Street, Westminster, Londres, W1D 4RP.
- Barry Jackson: Teatro Old Rep, Station Street, Birmingham, B5 4DY.
- Roger Bannister: Pista de atletismo de la Universidad de Oxford, Iffley Road, Oxford, OX4.

- John Betjeman: 43 de Cloth Fair, Londres, EC1.
- Stephen Boyd: 292 de Shore Rd, Newtownabbey BT37 9RW.
- Herbert Campbell: 44 de Lawford Road, Hackney.
- Charles Chaplin: 287 de Kennington Road, Londres, SE11.
- Winston Churchill: 28 de Hyde Park Gate, Kensington Gore, Kensington y Chelsea, SW7.

- Roald Dahl: La antigua confitería de la Sra. Pratchett en Llandaff, Cardiff, conmemora la travesura que un joven Dahl le hizo al poner un ratón en el frasco de gobstoppers.[66]
- Charles Darwin: Edificio de Ciencias Biológicas, University College, Camden, Gower Street, WC1.
- Charles Dickens: edificio BMA que conmemora su antigua casa de Tavistock House, en Tavistock Square, Londres.
- Michael Faraday: Larcom Street, Walworth.
- Benjamin Franklin (uno de los padres fundadores de los Estados Unidos) una vez fue dueño de una propiedad en el centro de la ciudad de Preston, en la esquina de Cheapside y Friargate.

- Anna y Sigmund Freud: se pueden encontrar conmemorados en la Casa Museo Freud, 20 de Maresfield Gardens en Hampstead (Londres), NW3.
- Mahatma Gandhi: 20 de Baron's Court Road, Hammersmith y Fulham, W14, marca del lugar donde permaneció mientras vivía en Londres.
- Georg Friedrich Händel y Jimi Hendrix: lado a lado en el 25 y el 23 de Brook Street, Mayfair, Londres, W1.

- Alfred Hitchcock: 153 de Cromwell Road, Londres, SW5.
- Stanley Holloway: 25 Albany Road, Manor Park, Newham, E12, la casa en la que nació.
- Sherlock Holmes: 221B Baker Street, Londres, W1, colocado allí por el Museo Sherlock Holmes, que ahora ocupa el mismo lugar.
- Cecil Jackson-Cole: Oxfam Charity Shop, en el 17 de Broad Street, Oxford, OX1 3AS.
- Muhammad Ali Jinnah (Fundador de Pakistán): 35 de Russell Street, Kensington, Londres. En la casa donde se hospedó durante su estancia en Londres en 1895.
- Marie Kendall: Okeover Manor, Clapham Common.
- Thomas Edward Lawrence: 14 de Barton Street Westminster, SW1, y otra placa en número 2 de Polstead Road, Oxford, OX2, que fue el hogar de su infancia.
- James Legge: 3 de Keble Road, Oxford.
- John Lennon: 251 Menlove Avenue, Liverpool.
- Bob Marley: Ridgmount Gardens.
- Freddie Mercury: 22 de Gladstone Avenue en Feltham, oeste de Londres.[67]
- Keith Moon: placa colocada por The Heritage Foundation.[68] Está ubicada en el 90 Wardour Street, Soho, Londres, W1F 0UB, ubicación del Club Marquee.
- Isaac Newton: 87 de Jermyn Street, Westminster, SW1.
- Laurence Olivier: Wathen Road, Dorking.
- Fred Perry: 223 de Pitshanger Lane, Ealing, Londres.
- W. Heath Robinson: 75 de Moss Lane, Pinner, Harrow.
- Franklin D. Roosevelt: Aldwyn Tower, un antiguo hotel en Malvern, donde se hospedó mientras convalecía de una enfermedad durante su niñez.
- Vinaiak Dámodar Savarkar: 65 de Cromwell Avenue Highgate, Londres N6, marca el lugar donde permaneció mientras vivía en Londres.
- Peter Sellers: Muswell Hill Road, cerca de la estación de Highgate.
- Robert Louis Stevenson: Mount Vernon, esquina con Holly Place, Hampstead, Londres, NW3.
- Pamela Lyndon Travers: 50 Smith Street, Londres, SW3.
- Alan Turing: 2 de Warrington Crescent, Maida Vale, Westminster, Londres, W9, donde nació.
- Vincent van Gogh: 87 de Hackford Road, Lambeth, SW9.
- H. G. Wells: Hannover Terrace 13, Westminster, NW1-
- Oscar Wilde: 34 de Tite Street, Kensington y Chelsea, SW3.
- Virginia Woolf: 29 de Fitzroy Square, Londres, W1.

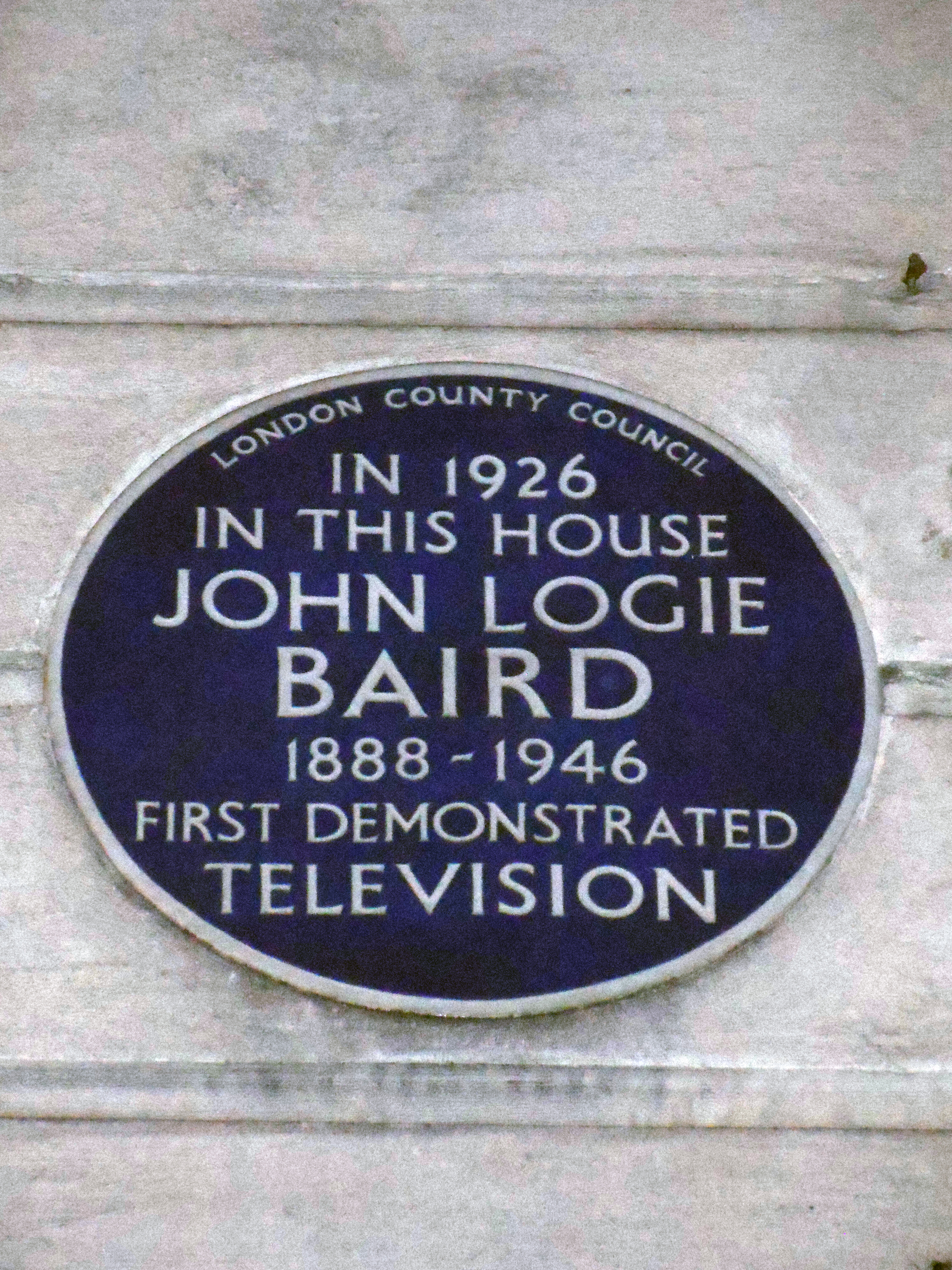
Placa azul en el 22 de Frith Street, Westminster, W1, que conmemora la primera demostración de televisión del inventor escocés John Logie Baird
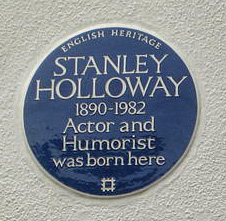
Placa del English Heritage en el 25 de Albany Road, Manor Park, Newham, en conmemoración del actor Stanley Holloway (erigida en 2009)
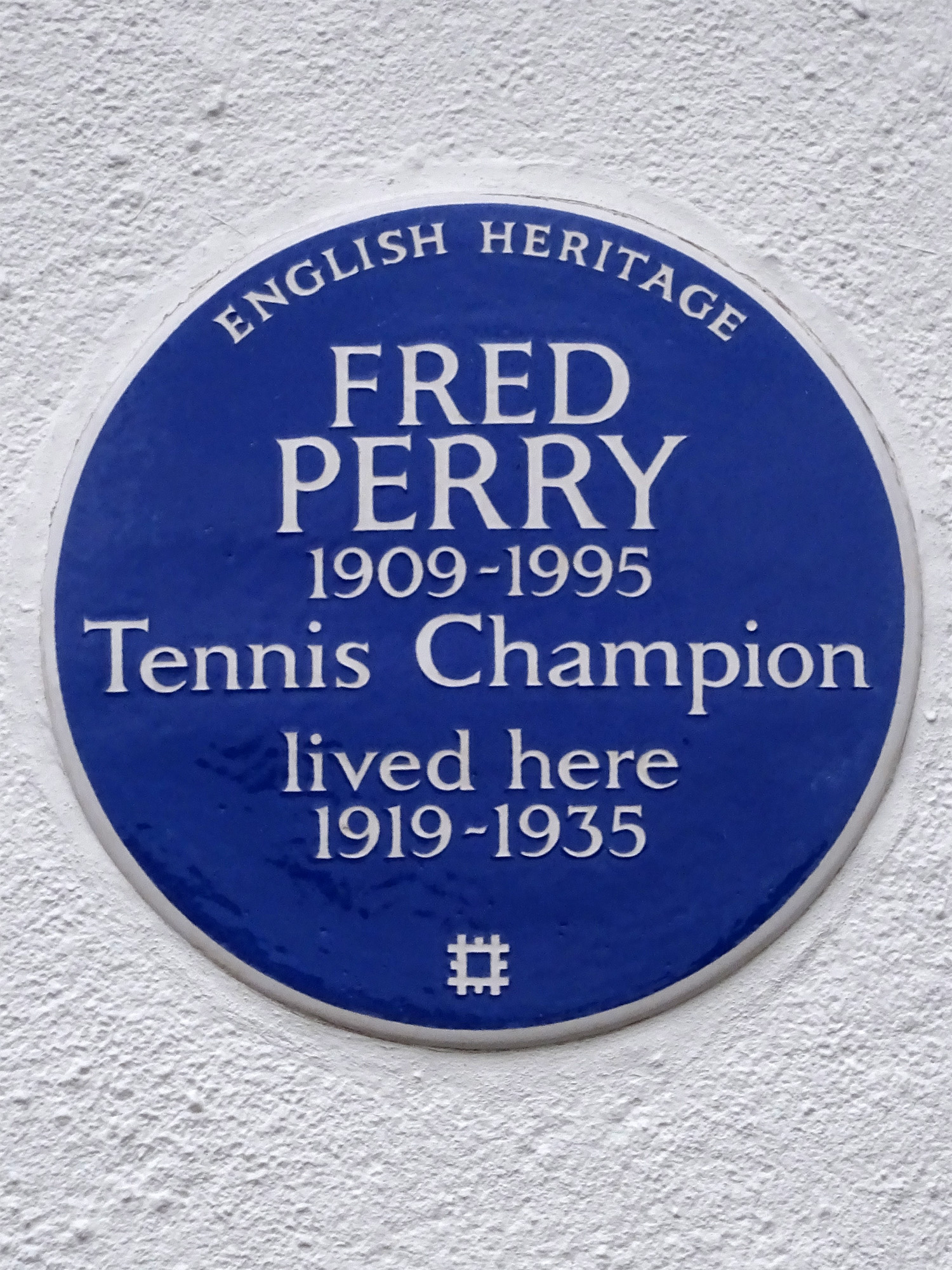
Placa del English Heritage en el 223 de Pitshanger Lane, Ealing, Londres, conmemorando al tenista Fred Perry
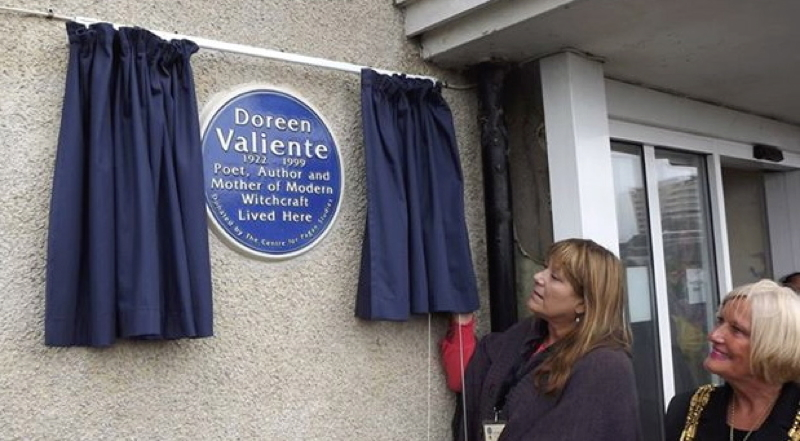
Julia Belham-Payne con la alcaldesa de Brighton, Denise Cobb, inaugurando la placa azul dedicada a la esoterista Doreen Valiente

## En otros países
También existen diversos conjuntos de placas conmemorativas (no todos usan placas azules), sobre todo en las ciudades de París, Roma, Oslo y Dublín.
En los Estados Unidos, las placas conmemorativas similares a las que se usan en Europa se denominan historical marker. Estos marcadores varían en color y diseño según el estado. El National Trust for Historic Preservation o el gobierno de los Estados Unidos, a través del Registro Nacional de Lugares Históricos, pueden otorgar estatus histórico, con un pequeño marcador de bronce fijado al edificio. Otros marcadores son erigidos por comisiones históricas estatales y autoridades similares, gobiernos locales o grupos cívicos. Estos también se pueden colocar en el edificio, pero con frecuencia son marcadores independientes con el texto en cada lado, o bien comenzando por un lado y continuando por el otro.
La mayoría de los estados de Australia poseen programas que regulan la implantación de marcadores históricos. Por ejemplo, en Victoria todos los lugares y objetos enumerados en el Victorian Heritage Register tienen derecho a exhibir una placa azul. La Institución de Mecánicos de Victoria Inc. también han adoptado un programa de placas azules, y más de 30 Institutos de Mecánicos en todo el estado han instalado placas en sus edificios.
Filipinas tiene más de 1500 marcadores históricos instalados para conmemorar a diversas personalidades, lugares, estructuras o eventos en todo el país. La agencia gubernamental encargada de este cometido es la Comisión Histórica Nacional de Filipinas (NHCP), aunque las unidades del gobierno local también pueden instalar marcadores de sobre asuntos de relevancia local. La política de instalación de marcadores comenzó en 1933, colocándose los primeros en 1934.

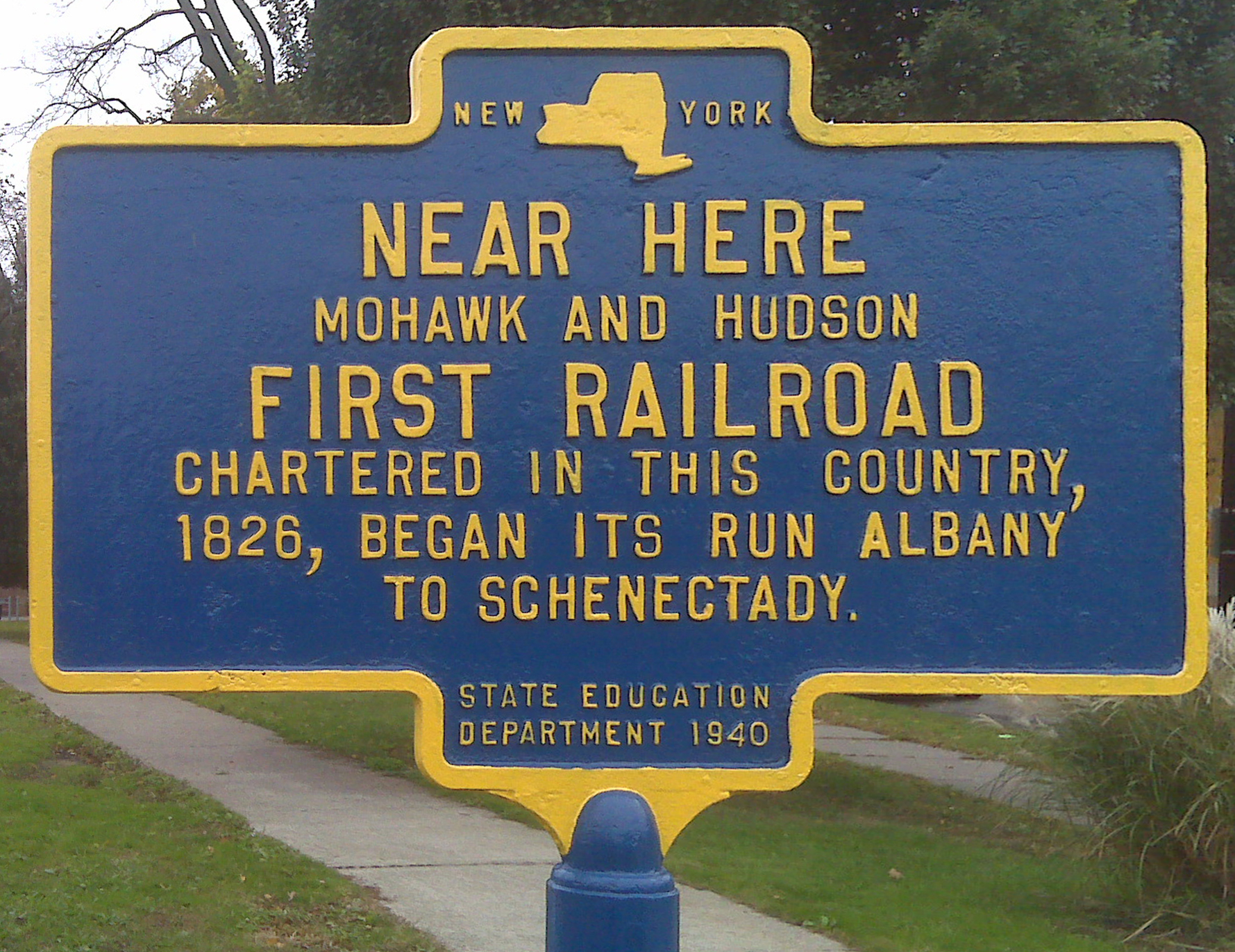
Placa del Estado de Nueva York, conmemorando el lugar donde funcionó la primera locomotora de vapor de los Estados Unidos
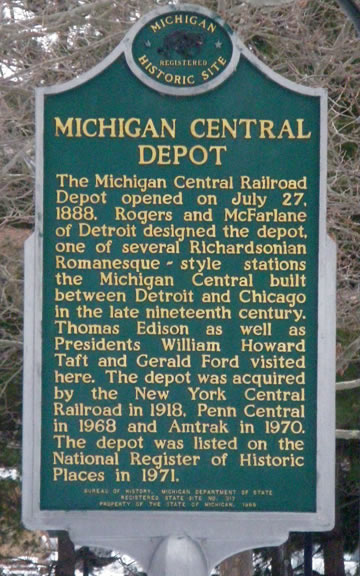
Marcador histórico explicando la importancia del edificio Míchigan Central Depot en Battle Creek (Míchigan)
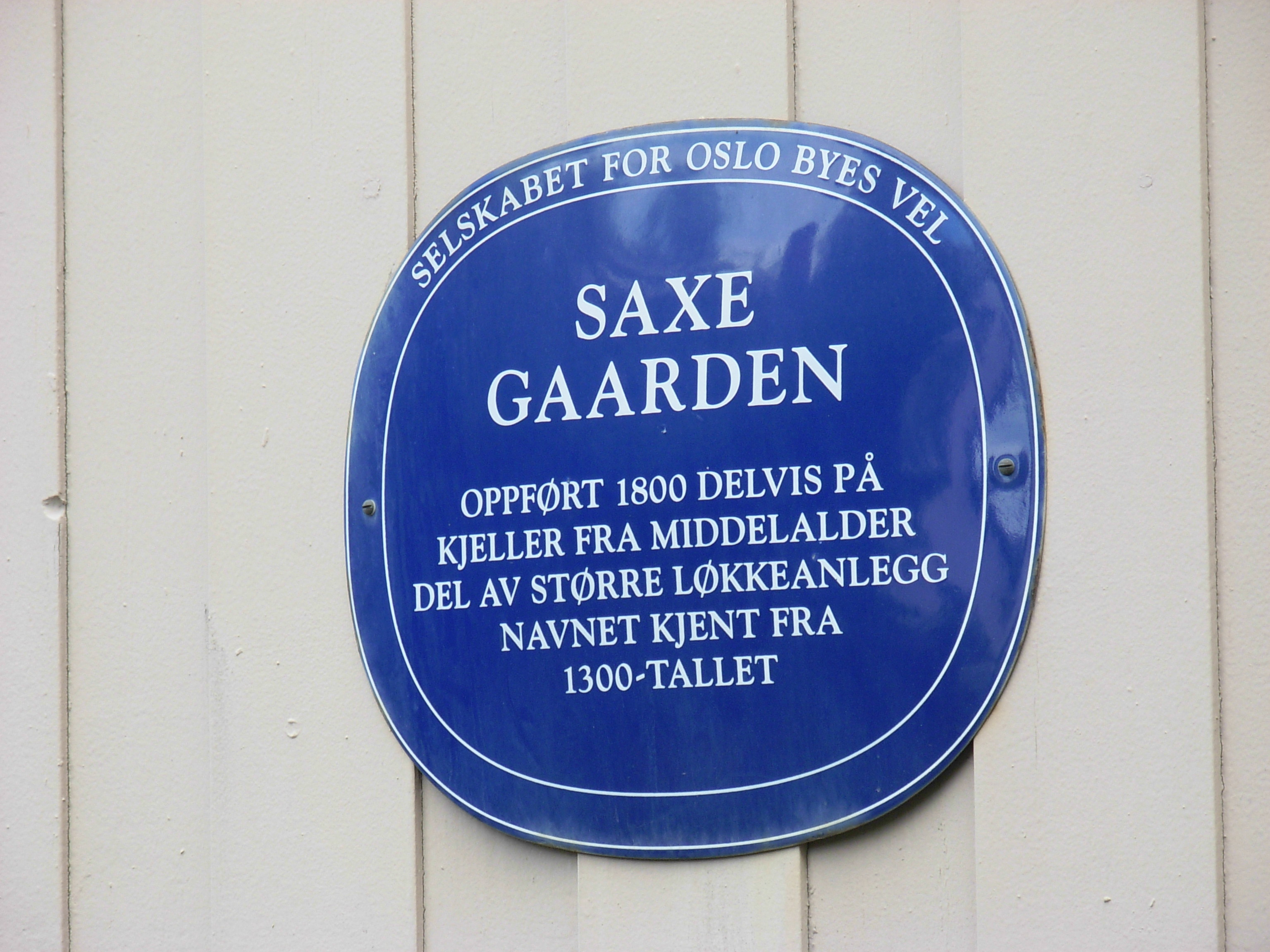
Versión noruega de la placa azul, creada por la Selskabet for Oslo Byes Vel
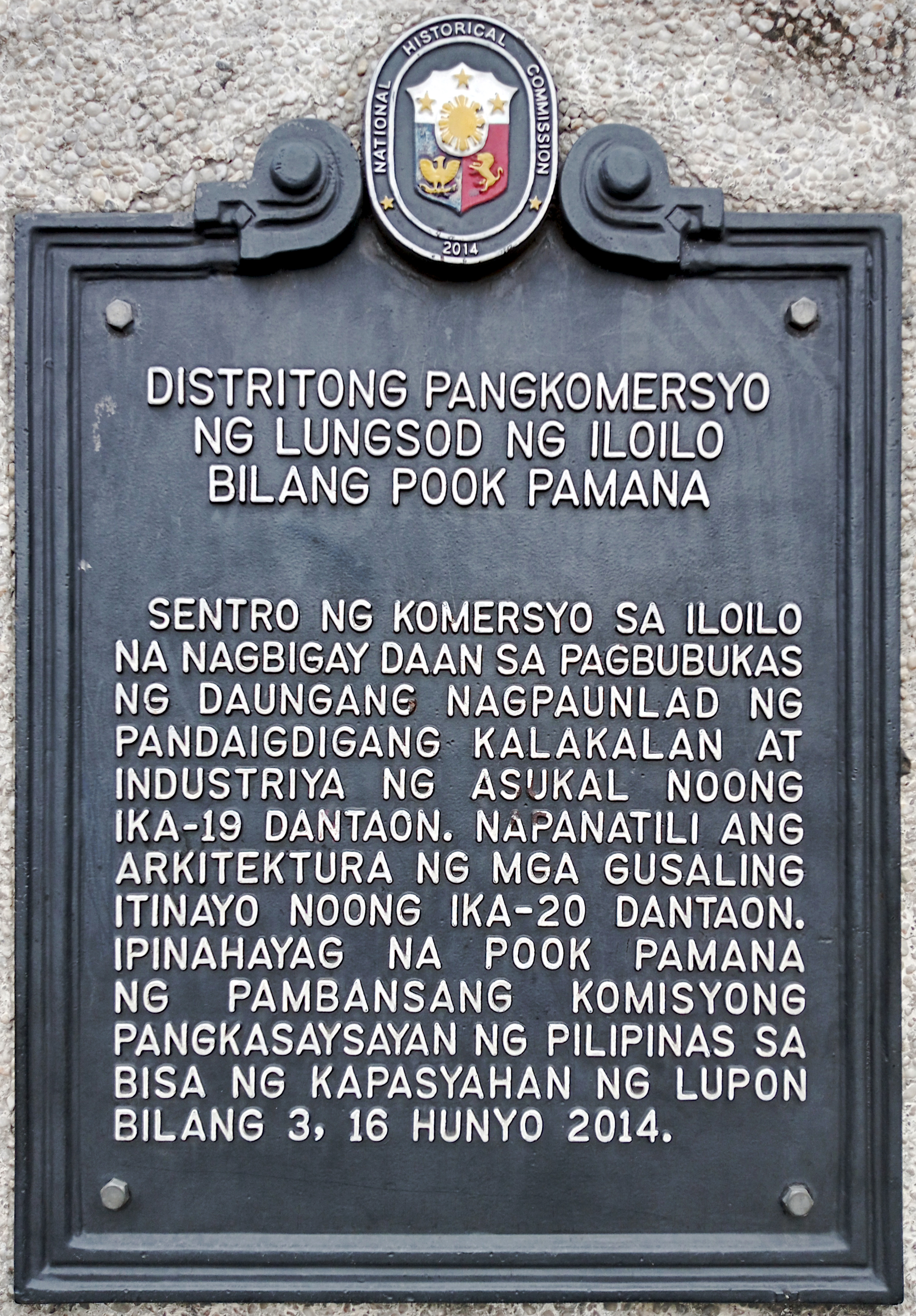
Hito histórico filipino, señalando la Calle Real de Iloilo

## Lecturas relacionadas
- Cole, Emily; Stephen Fry (2009). Lived in London: blue plaques and the stories behind them. Yale University Press. ISBN 978-0-300-14871-8.
- Dakers, Caroline (1981). The Blue Plaque Guide to London. Macmillan. ISBN 978-0-333-28462-9.
- Ito, Kota (2017). «Municipalization of memorials: progressive politics and the commemoration schemes of the London County Council, 1889–1907». London Journal 42: 273-90.
- Rennison, Nick (2009). The London Blue Plaque Guide (3rd edición). The History Press Ltd. ISBN 978-0-7524-5050-6.
- Sumeray, Derek (2003). Track the Plaque: 23 Walks Around London's Commemorative Plaques. Breedon. ISBN 978-1-85983-362-9.
- Sumeray, Derek; John Sheppard (2009). London Plaques. Shire Publications. ISBN 978-0-7478-0735-3.